# Metropolitana di Pechino
La metropolitana di Pechino (in cinese: 北京地铁S, Běijīng dìtiěP) è un sistema di trasporto urbano, gestito dalla Beijing Mass Transit Railway Operation Corp. Ltd, Beijing MTR Corp. Ltd, Beijing Metro Operation Administration (BJMOA) Corp. Ltd., Beijing Public Transit Tramway Co. Ltd e dalla Beijing Capital Metro Corp. Ltd. per conto del Governo municipale di Pechino, a servizio della città di Pechino e asse principale del sistema dei trasporti pubblici della città.
È attualmente composta da 29 linee, di cui 24 metropolitane, due collegamenti ferroviari con gli aeroporti Capital e Daxing, un maglev e due linee di tram. Con un totale di 523 stazioni, che si diramano tra dodici distretti urbani e suburbani, arrivando anche in parte della città di Langfang nella provincia di Hebei, e una estensione di 879,9 km, il sistema metropolitano di Pechino risulta essere il secondo più esteso del mondo in termini di chilometri percorsi, dietro solo alla metropolitana di Shanghai. Con oltre 3,848 miliardi di passeggeri annuali registrati nel 2018 e un picco massimo record di 10,54 milioni di passeggeri registrati il 12 luglio 2019, la metropolitana di Pechino risulta essere una delle più utilizzate al mondo.
La metropolitana di Pechino è stata inaugurata nel 1971, con l'apertura al pubblico della linea 1 nella tratta Gongzhufen — Stazione di Pechino Centrale (attualmente stazione della linea 2), e rappresenta il più antico esempio di metropolitana della Cina continentale e dell'Asia orientale continentale. Prima della sua rapida espansione iniziata nel 2002, il sistema era composto da sole due linee. La rete attuale non riesce ancora a soddisfare le esigenze di trasporto pubblico della città, motivo per cui sono in programma lavori di estensione della linea che arriveranno a coprire 998,5 km e a sostenere 18,5 milioni di passeggeri giornalieri entro la fine del 2025.
L'ultima estensione della rete metropolitana è avvenuta il 15 dicembre 2024, con l'inaugurazione della linea 3 e della linea 12 e con il prolungamento della linea Changping. Il 19 gennaio 2025 è stata inaugurata la stazione di Lize Shangwuqu della linea 16.

## Storia

Evoluzione della metropolitana di Pechino dal 1971 al 2018.

La metropolitana di Pechino fu la prima ad essere costruita nella Cina continentale. 
Fu originariamente ideata negli anni '60. Il progetto fu approvato nel 1965, e la costruzione iniziò il 1º luglio dello stesso anno. La linea iniziale fu conclusa nel 1969, ed era composta da 16 stazioni lungo 21 km. All'inizio la metropolitana fu utilizzata solo da persone dotate di lasciapassare, e solo nel 1981 la metro fu aperta a tutti. Nel settembre del 1984 fu aperta la seconda linea, di 16 stazioni lungo 16,1 km. Nel 1991 si ideò l'allungamento della linea 1, grazie anche ad aiuti provenienti dal Giappone. Solo nel 2000 tutte le stazioni della linea 1 vennero completate.
Quando nel 2001 Pechino vinse la corsa per l'assegnazione dei giochi olimpici del 2008 i progetti di espansione della metropolitana ebbero un'accelerazione. Gli sforzi messi in atto hanno fatto sì che la metropolitana di Pechino diventasse, nel giro di un ventennio, una delle più capillari e utilizzate al mondo.

### 1953–1965: le origini

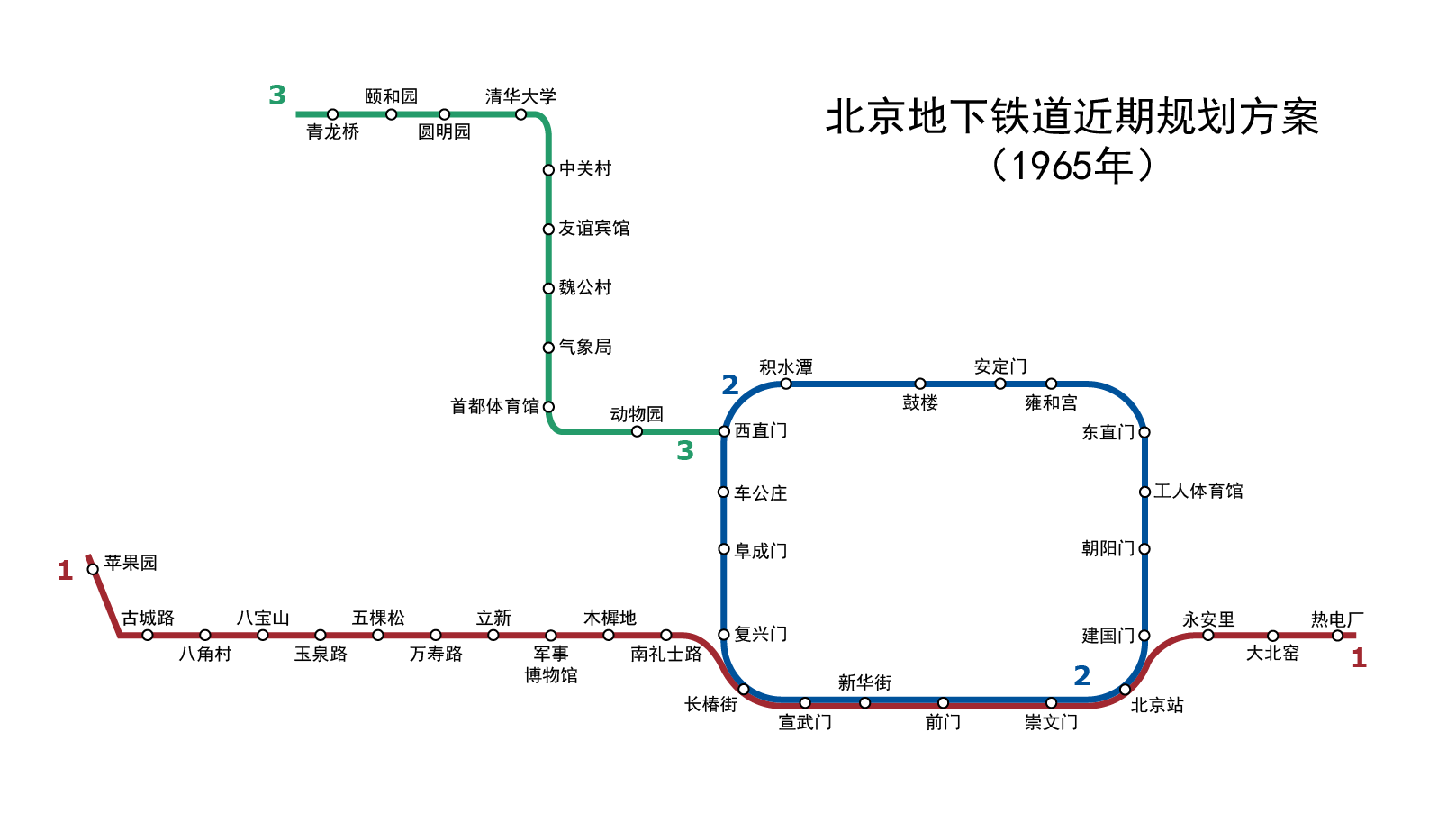
Piano della metro di Pechino al 1965.

La costruzione della metropolitana di Pechino è stata proposta nel settembre 1953 da parte del comitato per la pianificazione urbana e esperti dell'Unione Sovietica. Dopo la fine della Guerra di Corea, nel luglio 1953, i leader cinesi hanno rivolto le loro attenzioni alla ricostruzione interna. Mentre da un lato erano desiderosi di espandere la capacità del trasporto pubblico pechinese, dall'altro erano interessati a utilizzare la metropolitana anche come risorsa per la difesa civile. Studiarono l'uso della metropolitana di Mosca per proteggere i civili, spostare le truppe e ospitare i posti di comando militari durante la battaglia di Mosca e, quindi, pianificarono la metropolitana di Pechino sia per uso civile che militare.
All'epoca, i cinesi non possedevano grandi conoscenza nella costruzione di metropolitane e si affidarono prevalentemente all'assistenza tecnica sovietica e della Germania dell'Est. Nel 1954, una delegazione di ingegneri sovietici, tra cui alcuni che avevano contribuito alla costruzione della metropolitana di Mosca, fu invitata in Cina per progettare la metropolitana a Pechino. Tra il 1953 e il 1960, diverse centinaia di studenti universitari cinesi vennero spediti in Unione Sovietica per studiare le tecniche di costruzione della metropolitana. Nel 1957 venne svelato un primo piano per una linea circolare e ulteriori 6 linee, per un totale di 114 stazioni e un tracciato di 172 km. Vennero proposti due percorsi per la costruzione della prima linea di metropolitana: uno che andava da est a ovest, da Wukesong a Hongmiao passando sotto Viale Chang'an, e un altro da nord a sud dal Palazzo d'Estate al Zhongshan Park, passando per Xizhimen e Xisi. Venne scelto il primo per via delle fondamenta geologiche più favorevoli e per il maggior numero di uffici governativi serviti. Il secondo percorso verrà costruito solo 40 anni dopo, come parte della linea 4.
La proposta originale prevedeva la costruzione di tunnel sotterranei molto profondi, che potessero rispondere meglio alle esigenze militari. Tra Gongzhufen e Muxidi vennero scavati pozzi profondi fino a 120 m, ben oltre i 100 m della metropolitana di Kiev che al tempo era la più profonda del mondo. Ma, a causa dell'elevata falda freatica di Pechino e dell'elevata quota piezometrica, tale profondità complicava la costruzione e aumentavano il rischio di perdite, portando, nel maggio 1960, le autorità ad abbandonare il piano in favore di tunnel poco profondi a cielo aperto di circa 20 m.
A seguito del deterioramento delle relazioni sino-sovietiche, i piani per la metropolitana furono interrotti. Gli esperti sovietici iniziarono a tornare in patria a partire dal 1960, per lasciare definitivamente la Cina nel 1963. Nel 1961, l'intero progetto fu temporaneamente interrotto a causa delle gravi difficoltà causate dal Grande balzo in avanti. Alla fine, i lavori di pianificazione ripresero. Il percorso della linea iniziale fu spostato verso ovest per creare un condotto sotterraneo per spostare il personale dal cuore della capitale alle colline occidentali. Il 4 febbraio 1965, il presidente Mao Zedong approvò personalmente il progetto.

### 1965–1981: il lento inizio

Piano di costruzione della metropolitana di Pechino al 1973.

I lavori di costruzione sono iniziati ufficialmente 1º luglio 1965 con una cerimonia di inaugurazione a cui presenziarono diversi leader nazionali tra cui Zhu De, Deng Xiaoping e l'allora sindaco di Pechino Peng Zhen, cerimonia non pubblicizzata per motivi di sicurezza nazionale. Il risultato più controverso della costruzione della prima linea di metropolitana di Pechino fu l'abbattimento delle mura storiche della città per fare spazio alla metropolitana. I piani di costruzione per la metropolitana, da Fuxingmen alla stazione ferroviaria di Pechino, prevedevano la rimozione delle mura, così come delle porte e delle torri a Hepingmen, Qianmen e Chongwenmen. L'architetto Liang Sicheng, ingaggiato per la costruzione della metro, sostenne la protezione delle mura in quanto punto di riferimento dell'antica capitale. Il presidente Mao preferì demolire le fortificazioni piuttosto che demolire le case. Alla fine, il premier Zhou Enlai riuscì a preservare diverse mura e porte, come la porta Qianmen e la sua torre, modificando leggermente il percorso della metropolitana.
La prima linea fu completata nel 1969 e iniziò il pre-esercizio in concomitanza con il 20° anniversario della fondazione della Repubblica Popolare, il 1º ottobre 1969. La prima linea si snodava su un percorso di 21 km, da Gucheng alla stazione ferroviaria di Pechino, ed era formata da 16 stazioni. Questa linea si è poi evoluta nel percorso delle attuali linee 1 e 2. Fu la prima metropolitana ad essere costruita in Cina e precede le metropolitane di Hong Kong, Seul, Singapore, San Francisco e Washington. 

Immagine satellitare della costruzione della prima linea della metropolitana di Pechino, scattata il 20 settembre 1967 dal satellite spia statunitense Corona KH-4B.

La linea fu afflitta da diversi problemi tecnici per tutto il decennio successivo. Inizialmente la metropolitana poteva essere utilizzata solamente da ospiti e invitati. L'11 novembre 1969 un guasto elettrico provocò un incendio che causò la morte di tre persone, il ferimento di più di 100 passeggeri e la distruzione di due vagoni. Ne conseguì, quindi, la decisione del premier Zhou Enlai di sottoporre la metropolitana al controllo dell'Esercito Popolare di Liberazione agli inizi del 1970, ma continuarono ad esserci problemi relativi all'affidabilità del sistema.
Il 15 gennaio 1971 la prima linea avviò il suo pre-esercizio tra la stazione ferroviaria di Pechino e Gongzhufen. I biglietti singoli costavano solamente ¥0,10 (circa 1 centesimo di euro) e solamente lavoratori pubblici con delle lettere credenziali emanate dalle loro unità lavorative potevano comprare i biglietti. La linea inaugurata era lunga 10,7 km, formata da 10 stazioni e servita da più di 60 treni al giorno, con un tempo di attesa minimo di 14 minuti. Il 15 agosto, la linea venne estesa fino a Yuquanlu con altre tre stazioni, portando il totale a 15,6 km. Allo stesso modo, il 7 novembre successivo, la linea venne nuovamente prolungata fino a Guchenglu (oggi Gucheng), portando il totale delle stazioni a 16 e la distanza percorsa a 22,87 km. Il numero di treni venne incrementato a 100 al giorno e nel 1971 vennero trasportati 8,28 milioni di passeggeri, circa 28000 al giorno.
Dal 1971 al 1975 la metropolitana rimase chiusa per un totale di 398 giorni, chiusura da imputare a motivazioni politiche e di sicurezza nazionale. Il 27 dicembre 1972 venne eliminato l'obbligo di presentare una lettera credenziale per l'acquisto di un biglietto. Nel 1973 la linea venne prolungata ulteriormente fino a Pingguoyuan, raggiungendo un'estensione di 23,6 km e 17 stazioni totali. Quell'anno la linea trasportò 11 milioni di passeggeri, circa 54000 al giorno.
Nonostante la metropolitana ritornò sotto il controllo civile nel 1976, non furono rare chiusure a causa di incendi, allagamenti e incidenti di varia natura. Il numero di passeggeri annuali continuava comunque a crescere col passare degli anni, arrivando a 55,2 milioni nel 1980.

### 1981–2000: solo due linee per la città

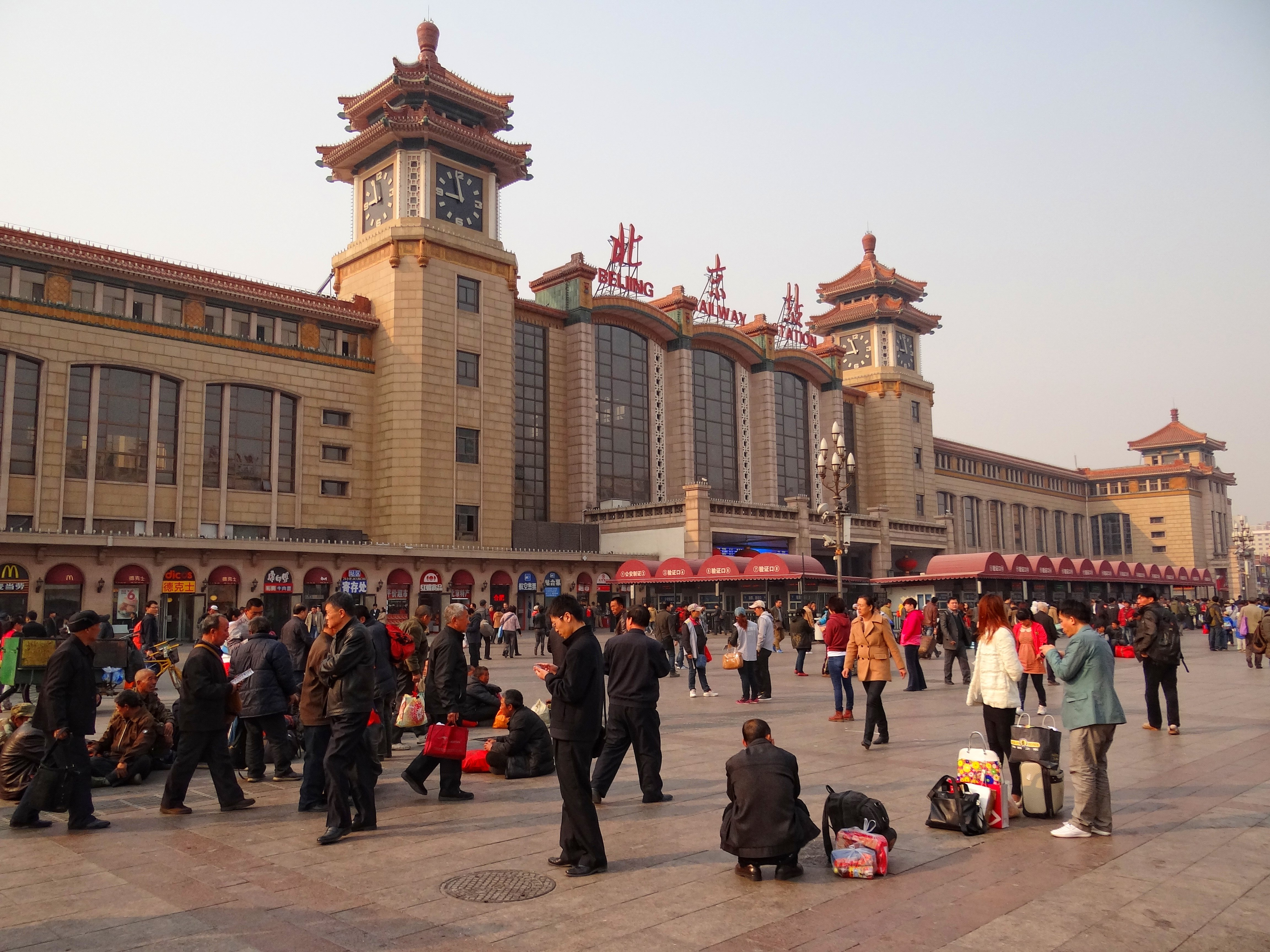
La stazione ferroviaria di Pechino Centrale, servita dalla linea 1 della metropolitana.

Il 20 aprile 1981 la Beijing Subway Company, al tempo una sussidiaria della Beijing Public Transportation Company, venne incaricata per il controllo della metropolitana di Pechino. Il 15 settembre 1981, la linea iniziale superò le sue ispezioni finali e fu consegnata alla Beijing Subway Company, ponendo fine a un decennio di operazioni di prova. Aveva 19 stazioni e collegava la città da Fushouling alla stazione ferroviaria di Pechino, per un totale di 27,6 km. L'investimento totale nel progetto ammontava a ¥706 milioni e i passeggeri annuali aumentavano costantemente negli anni, passando dai 64,7 milioni del 1981 agli 82 milioni del 1983.
Il 20 settembre 1984 venne aperta al pubblico una seconda linea. La linea, che ricordava una forma di ferro di cavallo, venne creata dalla metà orientale della linea iniziale e corrisponde oggi alla metà meridionale dell'attuale linea circolare 2. Si sviluppava lungo un percorso di 16,1 km, da Fuxingmen a Jianguomen, con un totale di 16 stazioni. L'anno successivo, i passeggeri annuali raggiunsero il nuovo picco massimo di 105 milioni.

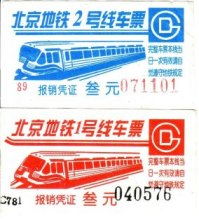
Biglietti cartacei della linea 1 e della linea 2.

Il 28 dicembre 1987 le due linee esistenti vennero riconvertite in quelle che attualmente sono in servizio come linea 1 e linea 2. La linea 1 andava da Pinguoyuan a Fuxingmen mentre la linea 2 tracciava un percorso circolare intorno alle mura Ming, quasi completamente distrutte per la realizzazione della metropolitana. Il prezzo del biglietto singolo viene raddoppiato a ¥0,20 e viene istituito un nuovo biglietto di ¥0,30 per le corse con interscambi. Il 3 e 4 giugno 1989 la metropolitana rimase chiusa a causa della repressione delle proteste di Piazza Tiananmen.
 L'anno successivo la metropolitana trasportò per la prima volta più di 1 milione di passeggeri giornalieri, raggiungendo un totale di 381 milioni di passeggeri annuali. L'anno seguente, a causa di un aumento del biglietto a ¥0,50, il numero si ridusse leggermente fino a 371 milioni. Il 26 gennaio 1991 iniziarono i lavori di pianificazione per l'estensione della linea 1 verso est da Fuxingmen, passando sotto il viale Chang'an. Il progetto fu finanziato dal Giappone con un prestito di assistenza allo sviluppo a basso interesse di 19,2 miliardi di yen. I lavori di realizzazione iniziarono il 24 giugno 1992 e la stazione di Xidan aprì il 12 dicembre successivo. I lavori di estensione verso Sihuidong furono ultimati il 28 settembre 1999, conclusione celebrata da un evento a cui presenziarono i leader nazionali quali Wen Jiabao, Jia Qinglin, Yu Zhengsheng e il sindaco di Pechino Liu Qi. Tutta la linea 1 entrò in servizio il 28 giugno del 2000.
Nonostante la scarsa espansione della metropolitana nei primi anni '90, il numero di passeggeri annuali continuava a crescere fino a 558 milioni registrati nel 1995. L'anno successivo, però, a seguito dell'aumento del prezzo del biglietto da ¥0,50 a ¥2,00, il numero di passeggeri si contrasse fino a 444 milioni. La cosa si è ripetuta poi nel 2000 quando le tariffe passarono da ¥2,00 a ¥3,00 a biglietto.

### 2001–2008: sviluppo in vista delle Olimpiadi
Nell'estate del 2001, Pechino vinse la selezione per ospitare i Giochi della XXIX Olimpiade che si sarebbero svolti dall'8 al 24 agosto 2008. Pechino quindi accelerò i piani per espandere la metropolitana e, dal 2002 al 2008, pianificò di investire 63,8 miliardi di yuan in progetti per la metropolitana e progettò la costruzione di un'ambiziosa rete metropolitana. Il piano venne denominato nel 2007 come "tre anelli, quattro orizzontali, cinque verticali e sette radiali", in seguito ridefinito Fase I, e prevedeva la realizzazione di 19 linee:
- Tre linee circolari: 2, 10 e 13
- Quattro linee orizzontali: 1, 6, 7, 14 (Ovest)
- Cinque linee verticali: 4, 5, 8, 9, 14 (Est)
- Sette linee radiali: Batong, Changping, Daxing, Fangshan, Shunyi (Linea 15), Yizhuang, S1

I lavori sulla linea 5 erano già iniziati nel settembre del 2000. La bonifica del terreno per le linee 4 e 10 sarebbe iniziata nel novembre 2003 e la costruzione entro la fine dello stesso anno. La maggior parte dei nuovi lavori di realizzazione sono stati finanziati da prestiti forniti dalle principali quattro banche di stato. La linea 4 è stata finanziata dalla Beijing MTR Corporation, una joint venture con la Hong Kong MTR. Al fine di realizzare i piani di costruzione di 19 linee, per un totale di 561 km, la città ha previsto un investimento fino a 200 miliardi di renminbi (circa 26 miliardi di euro).

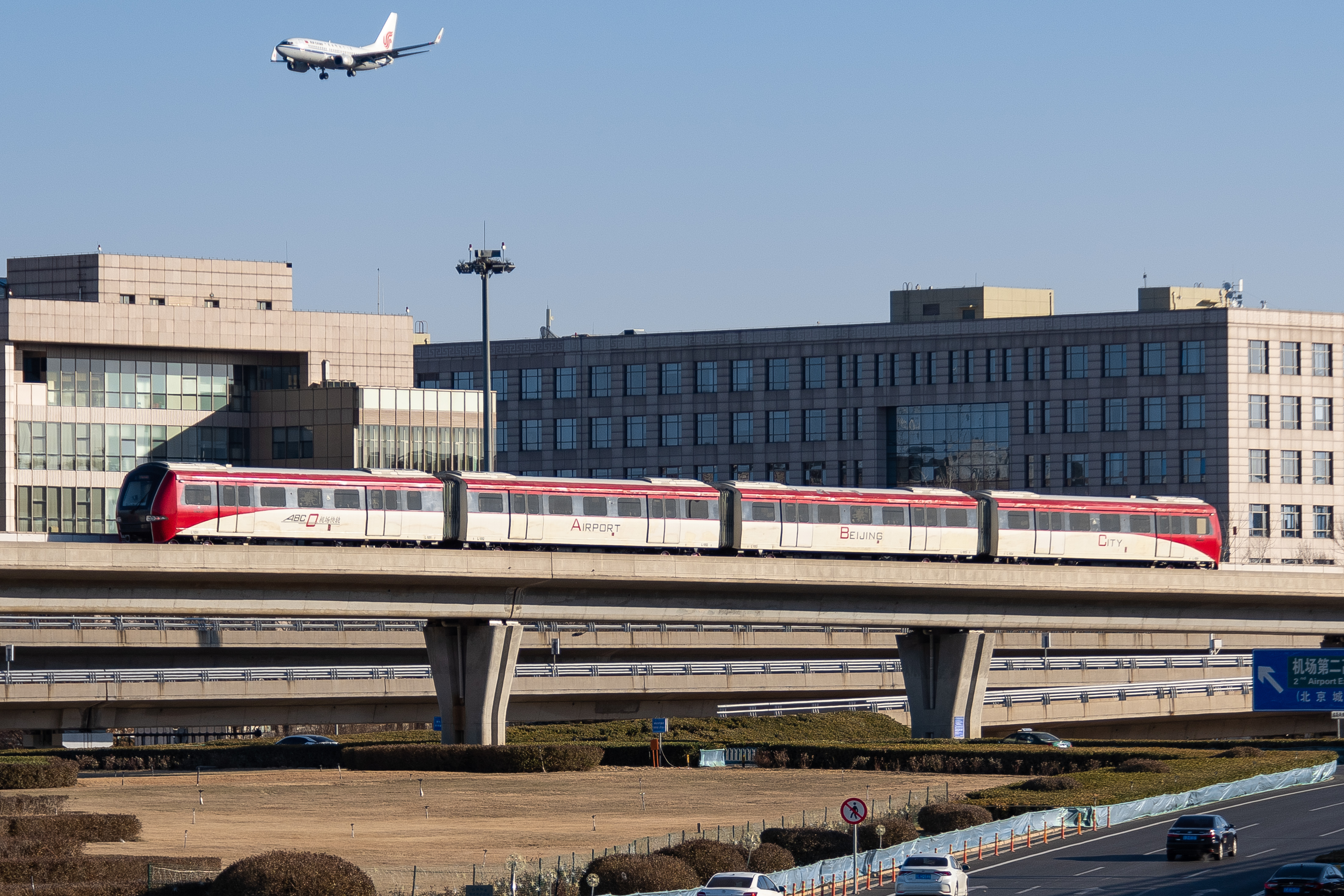
Un treno della linea Capital Airport Express in uscita dal Terminal 3 dell'Aeroporto di Pechino-Capitale.

I successivi lavori riguardarono linee di superficie che collegavano il nord e l'est della città. La linea 13, che collega le periferie settentrionali al centro, fu aperta per la prima volta sulla metà occidentale, da Huilongguan a Xizhimen, il 28 settembre 2002 mentre l'intera linea divenne operativa il 28 gennaio successivo. La linea Batong, costruita come prolungamento della linea 1 per collegare il distretto di Tongzhou, venne inaugurata il 27 dicembre 2003. I lavori su queste due linee erano iniziati rispettivamente nel dicembre 1999 e nel 2000.
Il 7 ottobre 2007 entra in funzione la linea 5. È stata la prima linea a tagliare da nord a sud la città, estendendosi da Songjiazhuang a sud fino a Tiantongyuan a nord. Lo stesso giorno, le tariffe della metropolitana sono state modificate passando da una tariffazione variabile, dai ¥3 a ¥7 a seconda della distanza percorsa e del numero di cambi, a una tariffa fissa di ¥2 con cambi illimitati. Tale variazione ha causato alla metropolitana di Pechino un deficit di ¥600 milioni nel 2007, il quale si prevedeva sarebbe aumentato a ¥1 miliardo nel 2008. Il governo municipale di Pechino ha coperto il deficit per incoraggiare l'uso del trasporto pubblico, ridurre il traffico veicolare e l'inquinamento atmosferico. Su un totale di 655 milioni di corse effettuate nel 2007, il sussidio del governo è stato in media di ¥0,92 per corsa.
Come parte della riqualificazione urbana per le Olimpiadi di Pechino 2008, il sistema della metropolitana è stato notevolmente ampliato. Nell'estate del 2008, poco prima dell'inaugurazione dei Giochi olimpici, sono state aperte il 19 luglio le linee 10 (fase 1), 8 (fase 1) e la Capital Airport Express. L'utilizzo dei biglietti cartacei, adottato da 38 anni, viene abbandonato e sostituito da biglietti elettronici e dalle carte ricaricabili Yikatong. Anche le stazioni delle metropolitana vennero dotate di tornelli elettronici e di emettitrici automatiche digitali di biglietti.

### 2008–2015: rapida espansione del sistema

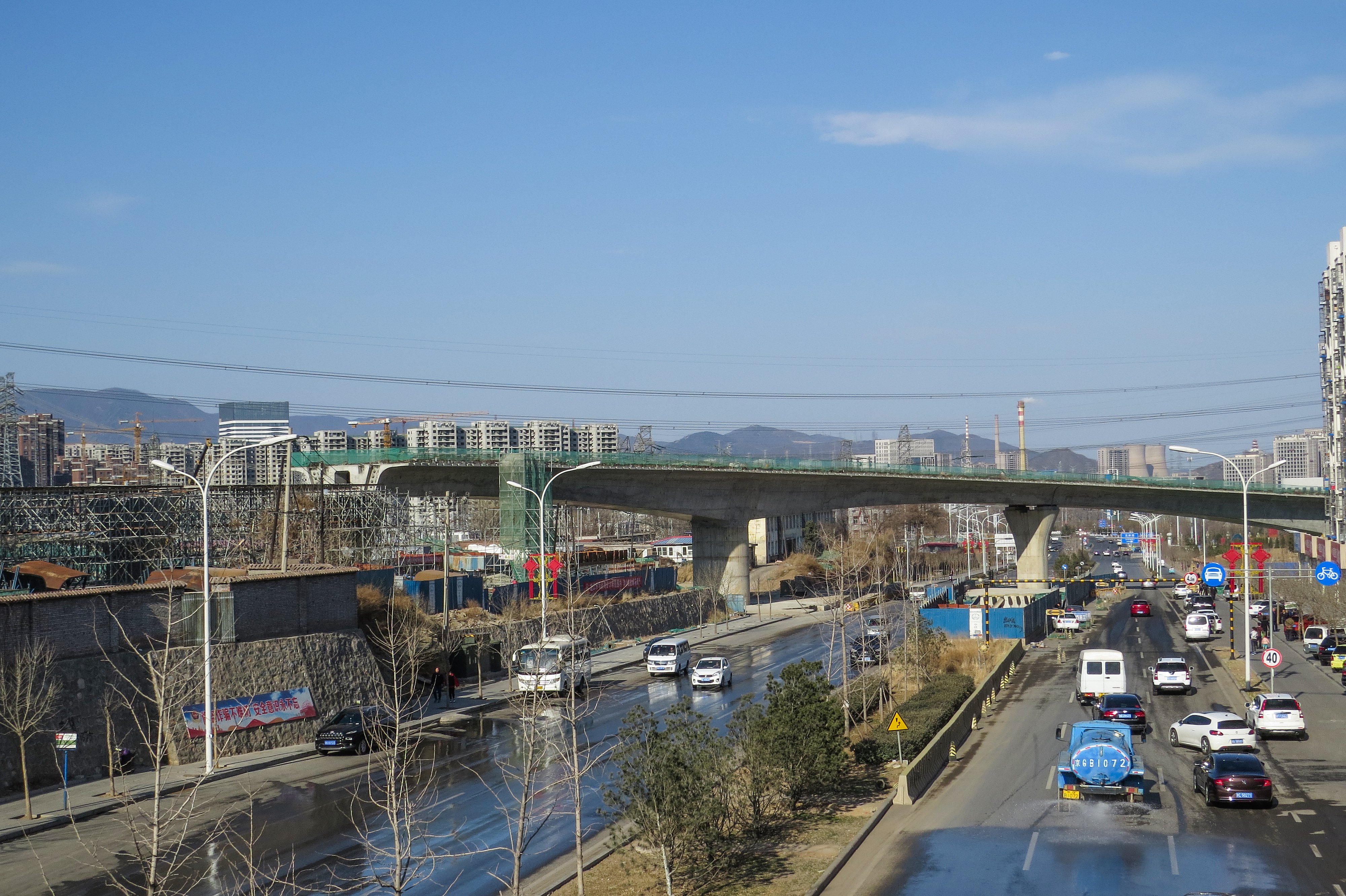
Ponte della linea maglev S1, in costruzione nei pressi di Shichang.

Dopo che il governo cinese, nel novembre 2008, ha annunciato un pacchetto di stimoli da 4 trilioni di yuan, la commissione di pianificazione urbana della città di Pechino ha ulteriormente accelerato i piani di costruzione della metropolitana, in particolare riguardo alle linee sopraelevate verso i distretti periferici in quanto più economiche da costruire. Nel dicembre 2008, la commissione ha anticipato le date di completamento delle linee Yizhuang e Daxing dal 2012 al 2010, finalizzando il percorso della linea Fangshan e annunciando la realizzazione delle linee Changping e Xijiao. Il 28 settembre 2009 è entrata in funzione la linea 4, coprendo gran parte della zona occidentale della città. Nel 2009 la metropolitana ha trasportato 1,45 miliardi di passeggeri.
Nel 2010, a causa dell'intensificazione del traffico veicolare di Pechino, il governo spostò la costruzione di diverse linee dal 13º piano quinquennale al 12°. Ciò significava che i lavori di realizzazione della linea 8 (fase III), 3, 12, 16, la linea Yanfang, così come altre linee a servizio dei distretti di Changping e Tiantongyuan sarebbero dovuti iniziare prima del 2015. In precedenza, le linee 3, 12 e 16 rientravano in una progettazione più a lungo termine. Il 30 dicembre 2010 sono state inaugurate cinque linee suburbane: le linee 15 (fase I da Wangjingxi a Houshayu, eccetto la stazione di Wangjingdong), Changping, Fangshan (eccetto la stazione di Guogongzhuang), Yizhuang (eccetto la stazione di Yizhuang) e Daxing. L'anno successivo vi furono ulteriori sviluppi intensivi all'intero sistema metropolitano, tra cui l'estensione della linea 8 verso settentrione, l'apertura della linea 9 nel sud-ovest di Pechino, il prolungamento della linea Fangshan e della linea 15. Lo stesso anno, il governo di Pechino rivelò un ambizioso piano d'espansione che prevedeva che la metropolitana raggiungesse una densità di binari pari a 0,51 km per km2 dentro il 5° anello della città, dando la possibilità ai residenti di camminare in media 1 km per raggiungere la stazione metropolitana più vicina.

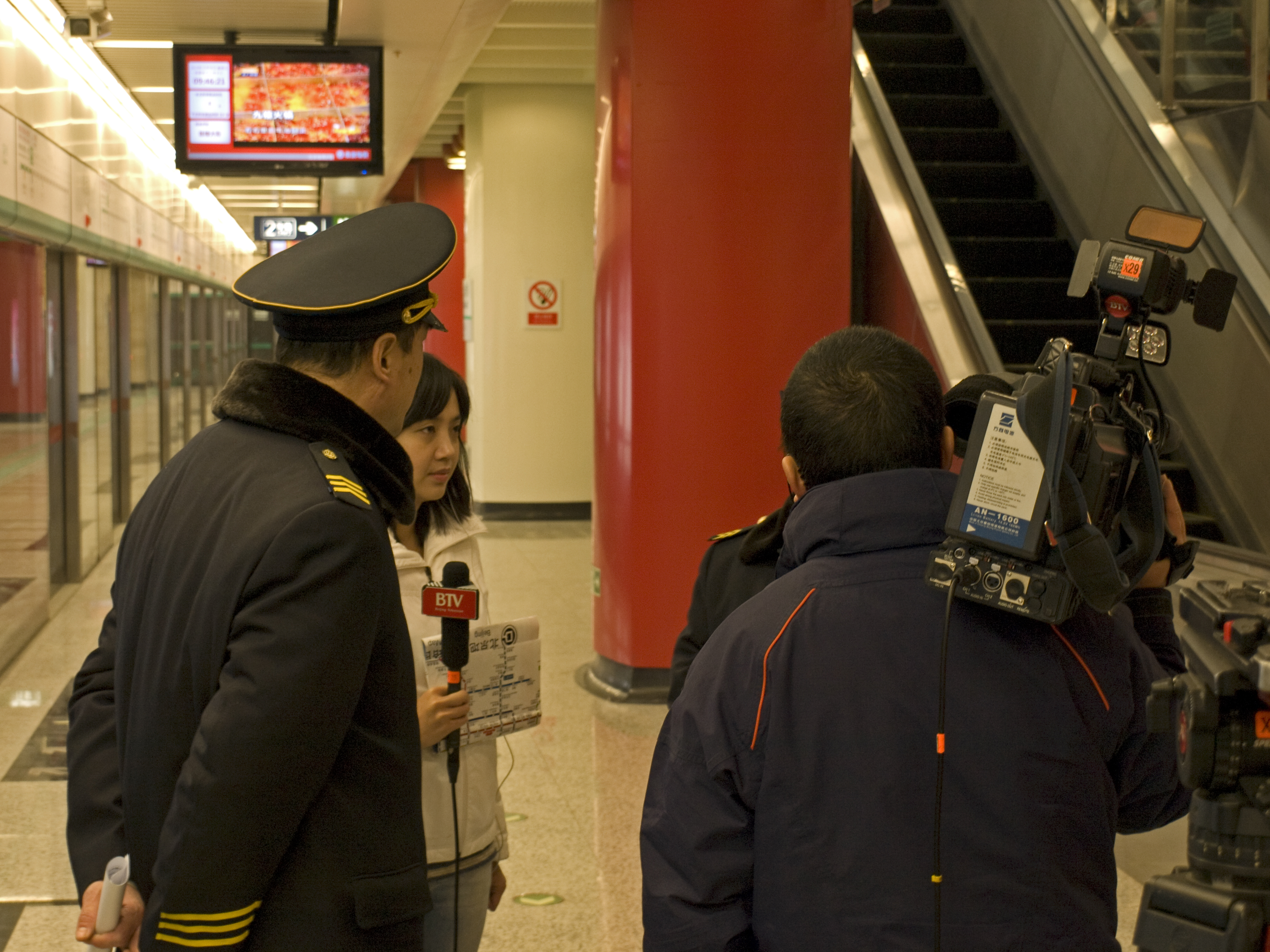
La Beijing Radio and Television Station che intervista il personale della metropolitana di Pechino il 30 dicembre 2012, giorno in cui vennero inaugurate contemporaneamente circa 40 stazioni facendo diventare la metropolitana di Pechino la più lunga del mondo.

Nel febbraio 2012, il governo di Pechino ha confermato che le linee 3, 12, 17 e 19 erano parte della così definita "fase II" del piano d'espansione della metropolitana della città, implicando di conseguenza che il programma "tre anelli, quattro orizzontali, cinque verticali e sette radiali" era parte invece della "fase I". Il 30 dicembre successivo entrano in servizio la linea 6 (solo da Haidian Wuluju a Caofang), l'estensione della linea 8 da Beitucheng a Gulou Dajie, il resto della linea 9 e la parte rimanente dell'anello della circolare 10 (tranne la sezione Xiju - Shoujingmao e la stazione di Jiaomendong). Vengono così aggiunti ulteriori 69,8 km alla rete, portando il totale a 442 km, consentendo alla metropolitana di Pechino di superare provvisoriamente quella di Shanghai come la metropolitana più lunga del mondo.
Il 5 maggio 2013 viene completato il percorso circolare della linea 10, inaugurando la sezione Xiju - Shoujingmao e la stazione di Jiaomendong, la quale diventa, grazie ai suoi 57 km, la più lunga metropolitana circolare sotterranea del mondo. Lo stesso giorno è entrata in funzione anche la prima sezione della linea 14, da Zhangguozhuang a Xiju, facendo raggiungere una lunghezza totale della metropolitana di 456 km. Il 28 dicembre dello stesso anno è stato inaugurato il prolungamento della linea 8, estesa a nord fino a Zhuxinzhuang e verso sud fino a Nanluoguxiang.

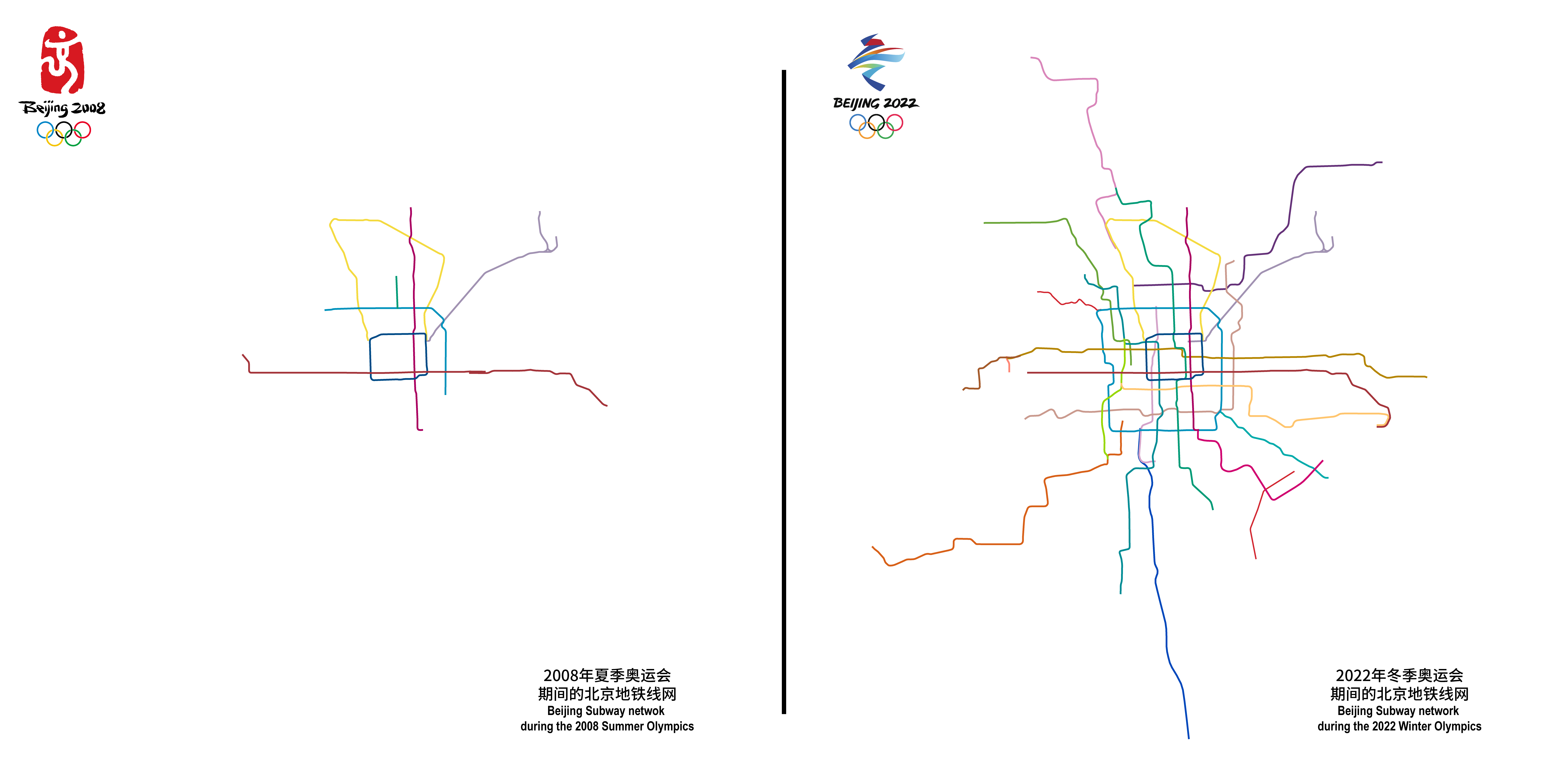
Differenza della rete metropolitana di Pechino tra le Olimpiadi estive 2008 e quelle invernali del 2022.

Il 28 dicembre 2014 la rete metropolitana di Pechino inaugura la sua 18ª linea e estende il sistema di altri 62,2 km. Nello stesso giorno vengono, infatti, inaugurate la linea 7, l'estensione orientale della linea 6 (da Caofang a Lucheng), la sezione orientale della linea 14 (da Jintailu a Shangezhuang) e l'estensione occidentale della linea 15 (da Wangjingxi a Qinghua Donglu Xikou). Contestualmente, al fine di coprire i costi di investimento sostenuti per la realizzazione delle nuove linee di metropolitana, decade la tariffazione fissa di ¥2, che era stata applicata a partire dal 7 ottobre 2007, e viene adottata nuovamente la bigliettazione a prezzi variabili in base alla distanza percorsa e al numero di cambi effettuati, con un costo minimo di ¥3 a biglietto. Dal 2007 al 2014 i costi di realizzazione della metropolitana erano praticamente raddoppiati, passando dai 0,57 miliardi di renminbi a km del 2007 a circa 1 miliardo a km nel 2014. Tra i costi erano considerati anche l'acquisizione di terreni, il risarcimento per il trasferimento di residenti e aziende, i costi effettivi di costruzione e l'acquisto di attrezzature. Nel 2014, la città ha stanziato 15,5 miliardi di yuan per la costruzione della metropolitana mentre il resto dei costi di realizzazione è stato finanziato dalla Beijing Infrastructure Investment Co. LTD, una società di investimento di proprietà della città di Pechino.
Nel 2014 le autorità locali hanno iniziato a valutare la realizzazione di linee di monorotaia in aree della città in cui la costruzione o la messa a punto della metropolitana risultasse difficoltosa. Vennero quindi proposte le linee Yuquanlu e Dongsihuan, composte rispettivamente da 25 km e 21 stazioni e da 33,7 km e 21 stazioni. Agli inizi del 2015, però, i piani per le due linee di monorotaia vennero totalmente abbandonati a causa della bassa capacità di trasporto e per le continue proteste dei cittadini: la linea Yuquanlu rimane attualmente nei piani di sviluppo futuri della rete metropolitana della città, ripensata come linea sotterranea, mentre la linea Dongsihuan è stata sostituita dall'estensione della linea 7. Il 26 dicembre 2015 la rete metropolitana viene estesa fino a 544 km grazie all'apertura di 11 stazioni della linea 14, 5 stazioni della linea Changping e due stazioni sulla linea 8 e la linea 15.

### 2015–presente: Fase II, Fase III e espansione futura

#### Fase II (2015–2022)
Poiché i lavori di realizzazione del programma "tre anelli, quattro orizzontali, cinque verticali e sette radiali" erano quasi giunti al termine, il focus si spostò sui progetti di espansione inclusi nella Fase II. La Fase II riguardava la realizzazione delle seguenti linee: 3, 12, 17, 19 (fase 1), 7 (fase 2 - prolungamento orientale), 8 (fase 4), Capital Airport Express (fase 2 - prolungamento occidentale), linea Fangshan (fase 2 - prolungamento settentrionale), linea Changping (fase 2 - prolungamento meridionale), linea Batong (fase 2 - prolungamento meridionale), linea Pinggu (o linea 22) e linea 28 (al tempo indicata come "Linea CBD").
I piani di costruzione della fase II sono stati approvati dalla Commissione nazionale per lo sviluppo e la riforma nel 2015, con l'obiettivo di portare la metropolitana di Pechino a un totale di 998,5 km una volta conclusi i lavori. L'intento finale è quello di far utilizzare dai cittadini i mezzi pubblici per il 60% dei loro spostamenti, di cui il 62% svolti utilizzando la metropolitana.
Il 9 dicembre 2016 sono iniziati i lavori di costruzione di 126 km di binari, con l'avvio della realizzazione dell'estensione meridionale della linea Batong, l'estensione meridionale della linea Changping, la linea 22, la prima fase della nuova linea aeroportuale e della fase I della linea 3. Il 30 dicembre 2017 vengono simultaneamente inaugurate la linea Yanfang (Yancundong - Yanshan), la linea Xijiao (Bagou - Fragrant Hills), la linea S1 (Shichang - Jin'anqiao) e una stazione della linea Fangshan (Suzhuang - Yancundong). L'anno successivo vengono inaugurate nuove stazioni della linea 6, linea 8 e della linea Yizhuang. Il 26 settembre 2019 viene inaugurata la linea Daxing Airport Express, che collega il nuovo aeroporto Internazionale di Pechino-Daxing alla città. Nello stesso anno vengono fatte delle modifiche ai progetti dei lavori della Fase II, inserendo la linea 11 tra le linee prioritarie. La linea, infatti, era stata pensata per fornire collegamenti tra la città e le sedi di gara utilizzate in occasione dei XXIV Giochi olimpici invernali che si sarebbero tenuti a Pechino nel 2022.
Il 31 dicembre 2020 sono stati inaugurati il tratto centrale della linea 16 (da Xiyuan a Ganjiakou), il tratto settentrionale della linea Fangshan (da Guogongzhuang a Dongguantou Sud) e la linea metrotranviaria Yizhuang T1. Durante il 2021 continuano i lavori di espansione del sistema metropolitano: il 26 agosto viene aperta la stazione Universal Resort, servita sia dalla linea 7 che dalla linea Batong; il 29 agosto la linea 1 e la linea Batong attivano l'interservizio, operando fondamentalmente come un'unica linea; il 31 dicembre 2021 vengono inaugurate delle sezioni della linea 11 (Jinanqiao - Shougang Park) e della linea 17 (Shilihe - Jiahuihu), la linea 19 (Mudanyuan - Xingong), il prolungamento della Capital Airport Express (Dongzhimen - Beixinqiao) e della linea Changping (Xi'erqi - Qinghe), la linea S1 (Jin'anqiao - Pingguoyuan), la linea 16 (Ganjiakou - Yuyuantan Park East Gate) e le sezioni centrali della linea 8 (Zhushikou - National Art Museum) e della linea 14 (Pechino Sud - Xiju). L'apertura delle porzioni centrali della linea 8 e 14 e l'inaugurazione dell’ultima sezione della linea S1 completano di fatto il progetto "tre anelli, quattro orizzontali, cinque verticali e sette radiali", ovvero la Fase I del programma d'espansione della metropolitana di Pechino.
Tra il 2022 e il 2023 vengono aperte nuove stazioni della linea 19, linea 16 e della linea Changping. Il 15 dicembre 2024 vengono simultaneamente inaugurate le linee 3 e 12, così come la rimanente parte meridionale della linea Changping. Così facendo, a fine 2024 tutte le 7 principali stazioni ferroviarie della città e i due aeroporti internazionali sono stati collegati al sistema metropolitano della città.
| Lavori di estensione rimanenti della Fase II | Lavori di estensione rimanenti della Fase II | Lavori di estensione rimanenti della Fase II | Lavori di estensione rimanenti della Fase II | Lavori di estensione rimanenti della Fase II | Lavori di estensione rimanenti della Fase II | Lavori di estensione rimanenti della Fase II | Lavori di estensione rimanenti della Fase II | Lavori di estensione rimanenti della Fase II | Lavori di estensione rimanenti della Fase II |
| Apertura prevista                            | Linea                                        | Fase/Sezione                                 | Capolinea                                    | Capolinea                                    | Inizio costruzione                           | Lunghezza (km)                               | Stazioni                                     | Stato                                        | Note                                         |
| -------------------------------------------- | -------------------------------------------- | -------------------------------------------- | -------------------------------------------- | -------------------------------------------- | -------------------------------------------- | -------------------------------------------- | -------------------------------------------- | -------------------------------------------- | -------------------------------------------- |
| 2025                                         |                                              | Restyling della stazione Fushouling          | Pingguoyuan                                  | Fushouling                                   | 2020                                         | 1,6                                          | 2                                            | In costruzione                               | [ 74 ]                                       |
| 2025                                         |                                              | Prolungamento meridionale della fase II      | Lucheng                                      | Luyang                                       | 2022                                         | 2,1                                          | 1                                            | In costruzione                               | [ 75 ] [ 76 ]                                |
| 2025                                         |                                              | Sezione centrale della fase I                | Stadio dei Lavoratori                        | Shilihe                                      | 2015                                         | 7,6                                          | 4                                            | In costruzione                               |                                              |
| 2025                                         | A                                            | Progetto di divisione della linea 13         | Chegongzhuang                                | Tiantongyuandong                             | 2021                                         | 19,8                                         | 18                                           | In costruzione                               | [ 77 ]                                       |
| 2025                                         | B                                            | Progetto di divisione della linea 13         | Dongzhimen                                   | Houchangcun                                  | 2021                                         | 9,2                                          | 15                                           | In costruzione                               | [ 77 ]                                       |
| 2026                                         | B                                            | Progetto di divisione della linea 13         | Houchangcun                                  | Malianwa                                     | 2021                                         | 4                                            | 2                                            | In costruzione                               |                                              |
| 2026                                         |                                              | Prolungamento settentrionale                 | Lize Shangwuqu                               | Caoqiao                                      | 2020                                         | 3,5                                          | 1                                            | In costruzione                               | [ 78 ]                                       |
| 2026                                         |                                              | Sezione iniziale                             | Guaanzhuang                                  | Pinggu                                       | 2021                                         | 81,2                                         | 16                                           | In costruzione                               | [ 79 ]                                       |
| 2027                                         | Sezione rimanente                            | Dongdaqiao                                   | Guaanzhuang                                  | 6                                            | 2021                                         | 81,2                                         |                                              | In costruzione                               | [ 79 ]                                       |
| 2029                                         | 28                                           |                                              | Dongdaqiao                                   | Guangqudonglu                                | 2021                                         | 8,9                                          | 9                                            | In costruzione                               | [ 80 ] [ 81 ]                                |
| TBD                                          |                                              | Sezione orientale                            | Dongbabei                                    | Caogezhuangbei                               |                                              | 6,4                                          | 5                                            | Approvato                                    | [ 82 ]                                       |
| TBD                                          |                                              | Sezione orientale                            | Dongbabei                                    | Dongba Beijie                                |                                              | 1,3                                          | 1                                            | Approvato                                    | [ 83 ]                                       |
| TBD                                          | Totale                                       | Totale                                       | Totale                                       | Totale                                       | Totale                                       | 141,6                                        | 77                                           |                                              |                                              |

#### Fase III (2022–2027)
In base alle informazioni pubblicate nel luglio 2022 all'interno del Piano di costruzione della terza fase della rete di trasporto ferroviario urbano di Pechino (2022-2027), la fase III prevede la costruzione di 11 progetti di realizzazione di nuove linee o estensioni di linee già esistenti. Tra questi figurano: la diramazione della linea 1, la fase III della linea 7, la fase II della linea 11, la fase II della linea 15, la diramazione della linea 17, la fase II della linea 19, la fase I della linea 20, la fase III della linea Fangshan (anche indicata come linea Lijin), la fase uno della linea M101, la fase I della linea S6 (anche indicata come New Town Link Line) e la linea di collegamento tra la linea Yizhuang, linea 5 e linea 10.
| Piani di espansione futura previsti con la Fase III | Piani di espansione futura previsti con la Fase III | Piani di espansione futura previsti con la Fase III | Piani di espansione futura previsti con la Fase III   | Piani di espansione futura previsti con la Fase III   | Piani di espansione futura previsti con la Fase III | Piani di espansione futura previsti con la Fase III | Piani di espansione futura previsti con la Fase III | Piani di espansione futura previsti con la Fase III | Piani di espansione futura previsti con la Fase III |
| Apertura prevista                                   | Linea                                               | Fase/Sezione                                        | Capolinea                                             | Capolinea                                             | Inizio costruzione                                  | Lunghezza (km)                                      | Stazioni                                            | Stato                                               | Note                                                |
| --------------------------------------------------- | --------------------------------------------------- | --------------------------------------------------- | ----------------------------------------------------- | ----------------------------------------------------- | --------------------------------------------------- | --------------------------------------------------- | --------------------------------------------------- | --------------------------------------------------- | --------------------------------------------------- |
| 2027                                                |                                                     | Diramazione                                         | Bajiao Amusement Park                                 | Qinglonghudong                                        | 2024                                                | 19,9                                                | 9                                                   | In costruzione                                      | [ 84 ]                                              |
| 2027                                                | M101                                                | Fase 1                                              | Shangwuyuan                                           | Zhangjiawandong                                       | 2024                                                | 18,1                                                | 14                                                  | In costruzione                                      | [ 84 ]                                              |
| TBD                                                 |                                                     | Fase 3                                              | Pechino Ovest                                         | Wanshousi                                             |                                                     | 6,4                                                 | 4                                                   | Approvato                                           | [ 84 ]                                              |
| TBD                                                 |                                                     | Fase 2                                              | Xinshougang (Shougang Park)                           | Yangqiao                                              |                                                     | 23,8                                                | 17                                                  | Approvato                                           | [ 84 ]                                              |
| TBD                                                 |                                                     | Prolungamento orientale                             | Fengbo                                                | Nancai                                                |                                                     | 3,5                                                 | 1                                                   | Approvato                                           | [ 84 ]                                              |
| TBD                                                 |                                                     | Diramazione                                         | Tiantongyuandong                                      | Beiqijia                                              |                                                     | 8,9                                                 | 2                                                   | Approvato                                           | [ 84 ]                                              |
| TBD                                                 |                                                     | Prolungamento settentrionale                        | Mudanyuan                                             | Shengminggu                                           |                                                     | 17,6                                                | 6                                                   | Approvato                                           | [ 84 ]                                              |
| TBD                                                 | Diramazione nord                                    | Shangqingqiaonan                                    | Qinghe                                                |                                                       | 6,8                                                 | 1                                                   |                                                     | Approvato                                           | [ 84 ]                                              |
| TBD                                                 | Prolungamento meridionale                           | Xingong                                             | Haizijiao                                             |                                                       | 12,6                                                | 6                                                   |                                                     | Approvato                                           | [ 84 ]                                              |
| TBD                                                 | Diramazione sud                                     | New Media Industry Base                             | Biomedical Base West                                  |                                                       | 17,4                                                | 7                                                   |                                                     | Approvato                                           | [ 84 ]                                              |
| TBD                                                 | 20                                                  | Fase 1                                              | Guanzhuangluxikou                                     | Yanjingqiao                                           |                                                     | 21,3                                                | 5                                                   | Approvato                                           | [ 84 ]                                              |
| TBD                                                 |                                                     | Fase 3                                              | Dongguantounan                                        | Lingjing Hutong                                       |                                                     | 10,9                                                | 8                                                   | Approvato                                           | [ 84 ]                                              |
| TBD                                                 | S6                                                  | Fase 1                                              | Terminal 3                                            | Daxing Xincheng                                       |                                                     | 64,4                                                | 9                                                   | Approvato                                           | [ 84 ]                                              |
| TBD                                                 |                                                     | Linea di collegamento                               | Collegamento tra Xiaocun, Chengshousi e Songjiazhuang | Collegamento tra Xiaocun, Chengshousi e Songjiazhuang |                                                     | 1,1                                                 | 0                                                   | Approvato                                           | [ 84 ]                                              |
| TBD                                                 | Totale                                              | Totale                                              | Totale                                                | Totale                                                | Totale                                              | 230,4                                               | 88                                                  |                                                     |                                                     |

## Bigliettazione

### Biglietto singolo
| Tariffa | Distanza  |
| ------- | --------- |
| ¥3      | <6 km     |
| ¥4      | 6–12 km   |
| ¥5      | 12–22 km  |
| ¥6      | 22–32 km  |
| ¥7      | 32–52 km  |
| ¥8      | 52–72 km  |
| ¥9      | 72–92 km  |
| ¥10     | 92–112 km |

La metropolitana di Pechino, ad eccezione delle due linee aeroportuali, prevede il pagamento di un biglietto singolo il cui prezzo varia in base alla distanza percorsa. Il prezzo minimo di un biglietto, per una tratta inferiore ai 6 km, è di ¥3 e può arrivare fino ad un massimo di ¥10 per un tratta fino a 112 km. Il trasferimento tra le varie linee di metropolitana è sempre gratuito, ad esclusione delle due linee aeroportuali, la linea Xijiao e la linea Yizhuang T1 le quali richiedono l'acquisto di un nuovo biglietto quando si effettuano trasferimenti da o per queste linee.
Alle linee aeroportuali non si applica il tariffario canonico del resto del sistema metropolitano. La Linea Capital Airport Express ha una tariffa fissa di ¥25 a prescindere dalla distanza percorsa. La Linea Daxing Airport Express, invece, applica un tariffario in base alle classi di viaggio e alla distanza percorsa: la classe ordinaria applica prezzi che vanno dai ¥10 ai ¥35, mentre la business class prevede il pagamento fisso di ¥50.

### Corse illimitate
| Giorni | Prezzo |
| ------ | ------ |
| 1      | ¥20    |
| 2      | ¥30    |
| 3      | ¥40    |
| 5      | ¥70    |
| 7      | ¥90    |

A partire da gennaio 2019 i passeggeri possono acquistare biglietti giornalieri e plurigiornalieri, senza limitazione sul numero delle corse, utilizzando l'applicazione per smartphone Yitongxing APP (亿通行APP), la quale genera un QR Code con periodi di validità da uno a sette giorni.

### CartaYikatongeBeijing Pass

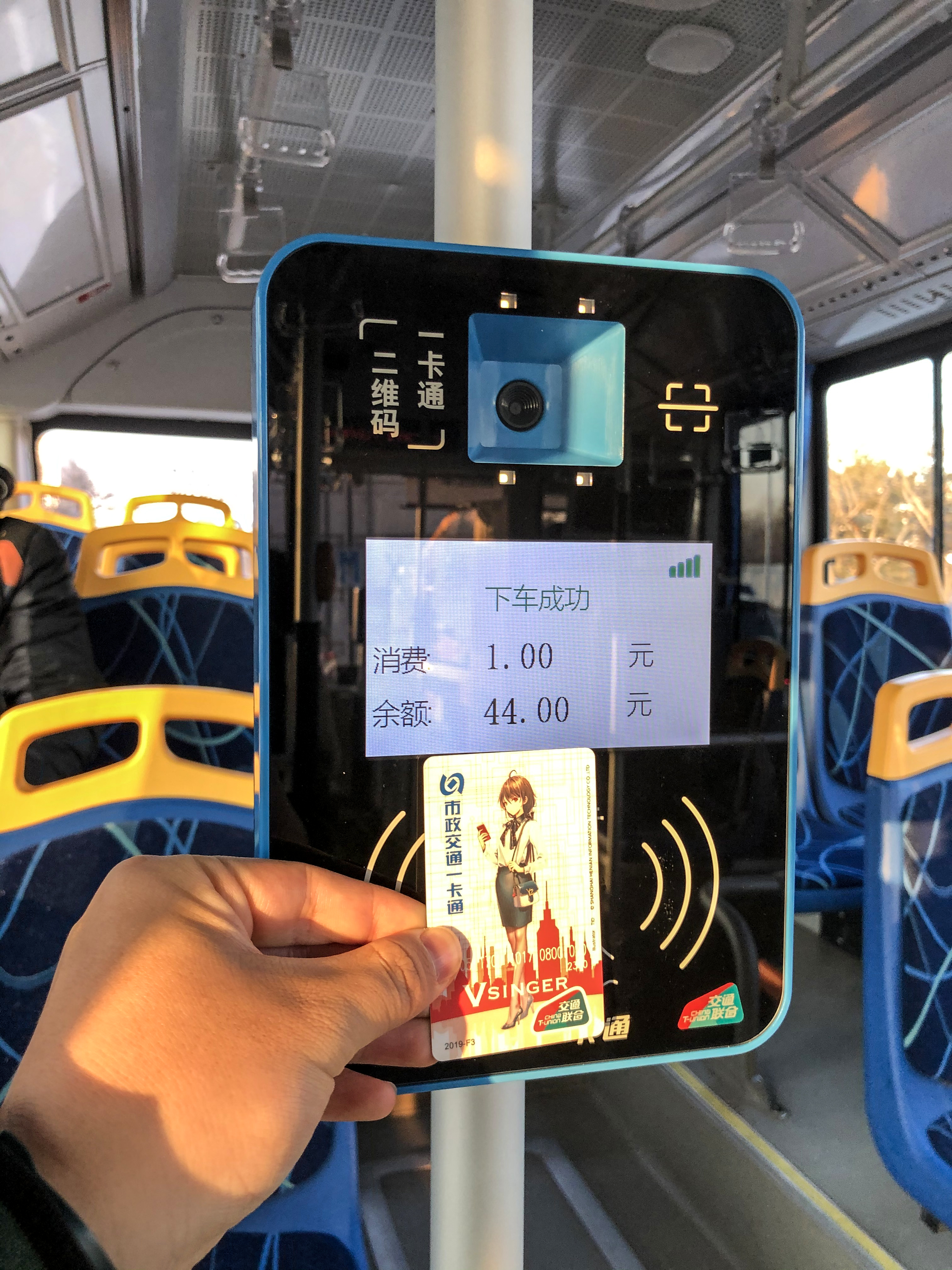
Una carta Yikatong in uso su un autobus.

In alternativa al biglietto singolo o all'utilizzo dell'applicazioneYitongxing APP, la metropolitana di Pechino mette a disposizione anche una carta ricaricabile ufficialmente denominata Beijing Municipal Administration Traffic Card e comunemente nota come Yikatong (一卡通, letteralmente one-card pass). La carta può essere acquistata presso un punto vendita autorizzato, tra cui stazioni della metropolitana, degli autobus o punti vendita Yikatong, e al primo acquisto viene richiesto un deposito di ¥20 e una ricarica minima dello stesso importo. Esiste anche una versione digitale della Yikatong, attivabile tramite apposita applicazione mobile, che si integra con i wallet digitali degli smartphone e consente di utilizzare il telefono per accedere ai tornelli. La Yikatong può essere ricaricata presso le biglietterie automatiche presenti nelle varie stazioni della metro o degli autobus, consentendo la ricarica a multipli di ¥10 e con un credito massimo di ¥1000. La carta può essere utilizzata anche per altri scopi, come il pagamento di bike-sharing, di parcheggi di scambio o nei supermercati.
L'utilizzo della carta Yikatong comporta anche una serie di benefici economici per i propri utilizzatori. Infatti, ai passeggeri che spendono più di ¥100 in un mese solare verrà accreditato il 20% delle spese effettuate fino ai ¥150. Tra i ¥150 e i ¥250 spesi, i passeggeri riceveranno il 50% in credito spendibile; oltre i ¥400 spesi non si riceveranno più crediti.
A partire dal 31 luglio 2024, la città di Pechino ha messo a disposizione per i turisti stranieri il Beijing Pass. Oltre ad essere utilizzabile per acquistare i biglietti d'ingresso di oltre 30 popolari attrazioni turistiche della città, il Beijing Pass consente l'utilizzo di tutte le forme di trasporto pubblico presenti nella città, tra cui metropolitana, autobus o taxi. Il credito presente sulla carta può essere ricaricato con modalità simili a quelle utilizzate per la Yikatong.

### Esenzioni al pagamento
Sono esentati dal pagamento di un biglietto tutti i bambini al di sotto di 130 cm, a patto che siano accompagnati da un adulto pagante. Gli over 65, i passeggeri con disabilità fisiche, i quadri del partito in pensione, i poliziotti o i veterani feriti in servizio, il personale militare e la polizia armata del popolo possono viaggiare senza la necessità di acquistare un biglietto.

### Tariffazione precedente
Il 28 dicembre 2014 la metropolitana di Pechino decide di adottare la bigliettazione attualmente utilizzata, ovvero basato su un tariffario crescente a seconda della distanza percorsa, ad eccezione della linea Capital Airport Express che mantiene la tariffazione fissa di ¥25. Prima di tale data, dal 7 ottobre 2007 in poi, la metropolitana di Pechino aveva adottato una tariffa fissa di ¥2 (circa €0,20) a biglietto, a prescindere dalla distanza percorsa, dal numero di fermate e dai cambi effettuati dai passeggeri. Il biglietto fisso di ¥2 risultava essere il più economico di tutti i sistemi di metropolitana della Cina. Tale tariffazione fissa, però, non si applicava comunque alla linea aeroportuale Capital Airport Express, che manteneva il prezzo di ¥25. Prima dell'ottobre 2007, la metropolitana di Pechino aveva già utilizzato un sistema di bigliettazione basato sulla distanza percorsa, con tariffe da ¥3 a ¥7.

## Linee
|        | Linea           | Percorso                                          | Inaugurazione | Ultima estensione | Lunghezza (in km) | Stazioni |
| ------ | --------------- | ------------------------------------------------- | ------------- | ----------------- | ----------------- | -------- |
|        | 1 & Batong      | Gucheng – Universal Resort                        | 1971          | 2021              | 50,9              | 36       |
|        | 2               | Xizhimen – Jishuitan                              | 1984          | 1987              | 23,1              | 18       |
|        | 3               | Dongsi Shitiao – Dongbabei                        | 2024          | —                 | 14,7              | 10       |
|        | 4 & Daxing      | Anheqiaobei – Tiangongyuan                        | 2009          | 2010              | 49,4              | 35       |
|        | 5               | Tiantongyuanbei – Songjiazhuang                   | 2007          | —                 | 27,6              | 23       |
|        | 6               | Jin'anqiao – Lucheng                              | 2012          | 2018              | 53,4              | 34       |
|        | 7               | Pechino Ovest – Universal Resort                  | 2014          | 2021              | 40,3              | 30       |
|        | 8               | Zhuxinzhuang – Yinghai                            | 2008          | 2021              | 51,6              | 34       |
|        | 9               | Biblioteca nazionale – Guogongzhuang              | 2011          | 2013              | 16,5              | 13       |
|        | 10              | Bagou – Chedaogou                                 | 2008          | 2013              | 57,1              | 45       |
|        | 11              | Moshikou – Xinshougang                            | 2021          | 2023              | 2,9               | 4        |
|        | 12              | Sijiqingqiao – Dongbabei                          | 2024          | —                 | 27,5              | 20       |
|        | 13              | Xizhimen – Dongzhimen                             | 2002          | 2019              | 40,9              | 17       |
|        | 14              | Zhangguozhuang – Shangezhuang                     | 2013          | 2021              | 47,3              | 33       |
|        | 15              | Qinghua Donglu Xikou – Fengbo                     | 2010          | 2014              | 41,4              | 20       |
|        | 16              | Bei'anhe – Yushuzhuang                            | 2016          | 2025              | 49,8              | 30       |
| (Nord) | 17              | Future Science City North – Stadio dei Lavoratori | 2023          | —                 | 24,9              | 9        |
| (Sud)  | 17              | Shilihe – Jiahuihu                                | 2021          | —                 | 15,8              | 7        |
|        | 19              | Mudanyuan – Xingong                               | 2021          | —                 | 20,9              | 10       |
|        | Yizhuang        | Songjiazhuang – Yizhuang                          | 2010          | 2018              | 23,3              | 14       |
|        | Fangshan        | Biblioteca nazionale – Yancundong                 | 2010          | 2023              | 31,8              | 16       |
|        | Yanfang         | Yancundong – Yanshan                              | 2017          | —                 | 14,4              | 9        |
|        | S1              | Pingguoyuan – Shichang                            | 2017          | 2021              | 10,2              | 8        |
|        | Changping       | Changping Xishankou – Jimenqiao                   | 2010          | 2024              | 44,2              | 20       |
|        | Capital Airport | Beixinqiao – Terminal 2/Terminal 3                | 2008          | 2021              | 29,9              | 5        |
|        | Daxing Airport  | Caoqiao – Aeroporto Daxing                        | 2019          | —                 | 41,36             | 3        |
|        | Xijiao          | Bagou – Xiangshan                                 | 2017          | —                 | 8,8               | 6        |
|        | Yizhuang T1     | Quzhuang – Dinghaiyuan                            | 2020          | —                 | 119               | 14       |
| Totale | Totale          | Totale                                            | Totale        | Totale            | 879,9             | 523      |

Note:
1. 1 2  Con l'apertura della Linea Daxing il 30 dicembre 2010, la Beijing MTR Corporation opera servizio sulla Linea 4 e la Linea Daxing come segue:[97][98]
** Un servizio che copre l'intera tratta, da Anheqiaobei, da dove inizia la Linea 4, fino a Tiangongyuan, capolinea della Linea Daxing.
** Un servizio che copre la Linea 4 al quale si aggiunge la fermata della Linea Daxing, da Anheqiaobei a Xingong, la prima stazione della Linea Daxing. I passeggeri che intendono proseguire verso sud devono scendere e cambiare binario in direzione Tiangongyuan.
2. 1 2  Dal 18 gennaio 2023, la linea Fangshan condivide il servizio con la Linea 9 esclusivamente durante gli orari di punta mattutini e serali dei giorni feriali. In questi casi, la tratta Fangshan ha inizio a Biblioteca nazionale. Al di fuori di questi orari la linea svolge il normale percorso Dongguantou Sud - Yancun Est.[101]

### Linee urbane
La fine del centro urbano di Pechino viene segnato dal percorso della linea circolare 10, la quale si snoda lungo il terzo anello. Le seguenti linee forniscono collegamenti capillari nelle zone e nei quartieri contenuti nell'area circoscritta dalla linea 10. Ognuna delle seguenti linee consente interscambi con più di 7 linee. Le linee 1, 4, 5, 6, 8 e 19 si sviluppano all'interno dell'area della linea circolare 2, offrendo servizio all'interno della Pechino dell'era Ming-Qing.
- Linea 1: attraversa la città da est a ovest sotto Viale Chang'an, tagliando in due la città e passando per Piazza Tiananmen. La linea 1 connette le principali aree commerciali della città, come Xidan, Wangfujing, Dongdan e il centro finanziario di Pechino.
- Linea 2: la linea circolare interna che percorre le mura interne dell'era Ming che un tempo circondavano il centro cittadino, con fermate a 11 delle 12 antiche porte d'accesso della città, attualmente divenute incroci trafficati del secondo anello, così come alla stazione di Pechino Centrale.
- Linea 3: va dal limite orientale del centro città fino a nord-est, attraversando Sanlitun, Chaoyang Park e la stazione di Chaoyang.
- Linea 4: linea che si snoda principalmente da nord a sud nella zona ovest del centro città con fermate al Palazzo d'Estate, Antico Palazzo d'Estate, Università di Pechino, Università Renmin, Zhongguancun, Biblioteca nazionale della Cina, Zoo di Pechino, Xidan, Taoranting e la stazione ferroviaria di Pechino Sud.
- Linea 5: con una tratta da nord a sud nella zona est del centro città, la linea 5 passa per il Tempio della Terra, Tempio del Lama e il Tempio del Cielo.
- Linea 6: linea da est a ovest parallela a nord della Linea 1, attraversa il centro città a nord del Parco Beihai. Con 53.4 km di lunghezza, la linea 6 è la seconda linea più lunga della metropolitana di Pechino, dopo la linea 10, e va dal distretto di Shijingshan a ovest fino al distretto di Tongzhou, concludendo a Lucheng appena oltre la parte orientale del 6° anello.
- Linea 7: linea da est a ovest parallela a sud della linea 1,  dalla stazione ferroviaria di Pechino Ovest fino all'Universal Resort. La linea 7 serve i vecchi quartieri di Pechino sud, con fermate a Zhushikou, Caishikou e Ciqikou.
- Linea 8: linea da norda sud che segue l'asse centrale di Pechino dal distretto di Changping attraverso Huilongguan, l'Olympic Green, Shichahai e Nanluoguxiang, dove la linea devia a est della Città Proibita e di Piazza Tiananmen, con fermate al Museo d'arte nazionale e Wangfujing, prima di ritornare all'asse centrale a Qianmen, continuando verso sud attraverso Zhushikou e Yongdingmen, arrivando nel distretto di Daxing.
- Linea 9: linea da nord a sud che corre a ovest della linea 4, dalla Biblioteca nazionale servendo il Museo Militare e la stazione ferroviaria di Pechino Ovest, fino a Guogongzhuang nella periferia sud-occidentale.
- Linea 10: la linea circolare esterna che corre sotto il 3° anello. A parte la linea 2, che si snoda all'interno dell'anello della linea 10, tutte le altre linee all'interno del nucleo urbano presentano interscambi con la linea 10. A nord, la linea 10 ripercorre le mura della città di Pechino risalenti alla dinastia Yuan. A est, invece, attraversa il centro finanziario.
- Linea 12: segue la sezione nord del 3° anello e poi prosegue più a est fino a Chaoyang.
- Linea 13: attraversa le periferie a nord della città e trasporta i pendolari verso Xizhimen e Dongzhimen, alle estremità nord-ovest e nord-est della linea 2.
- Linea 14: linea a forma di L invertita che collega le zone sud-ovest, sud-est e nord-est della città. Da Zhangguozhuang, a sud-ovest, la linea 14 corre verso ovest e interseca la linea 10 a Xiju, attraversando la stazione ferroviaria di Pechino Sud, Yongdingmenwai, Puhuangyu, Fangzhuang e uscendo dalla linea 10 a Shilihe prima di girare a nord alla Beijing University of Technology e correre da sud a nord fuori dall'anello della linea 10 attraverso il Centro finanziario di Pechino, il Chaoyang Park e Jiuxianqiao fino a Wangjing a nord-est.
- Linea 16: linea dai quartieri a nord-ovest del distretto di Haidian, a nord del monte Baiwang, che va principalmente da nord a sud fino a intersecare la linea 10 alla Biblioteca nazionale e a Yuyuantan Dongmen, proseguendo quindi verso sud attraverso Muxidi e Daguanying, prima di entrare nella stazione ferroviaria di Fengtai. Quindi, proseguendo verso attraverso Fengtai Nanlu, la linea termina a Wanpingcheng nel distretto di Fengtai.
- Linea 19:  linea da nord a sud da Mudanyuan a Xingong, con fermate all'interno del percorso della linea 2 a Ping'anli e Taipingqiao vicino alla Beijing Financial Street.

### Linee suburbane
Ognuna delle seguenti linee fornisce collegamenti principalmente in uno o più quartieri periferici della città, oltre il 5° anello. Le linee 15, S1, Changping, Daxing e Yanfang si estendono oltre il 6° anello.
- Linea 11: attualmente si snoda da Moshikou a Xinshougang nel distretto di Shijingshan.
- Linea 15: linea da est a ovest, che corre tra il 4° e il 5° anello settentrionale da est dell'Università di Tsinghua, attraversando l'Olympic Green e Wangjing, svoltando a nord-est verso il distretto suburbano di Shunyi.
- Linea 17: attualmente suddivisa in sezione nord e sezione sud. La sezione sud va da Shilihe a Jiahuihu, servendo principalmente il distretto di Tongzhou, mentre la sezione nord va da Future Science City North allo Stadio dei Lavoratori, servendo principalmente il distretto di Changping e il distretto settentrionale di Chaoyang.
- Linea Batong: è un prolungamento a est della linea 1 da Sihui al distretto di Tongzhou.
- Linea Changping: inizia a Xitucheng nel distretto di Haidian, passando per Liudaokou e Qinghe Xiaoyingqiao prima di intersecarsi con la linea 13 alla stazione ferroviaria di Qinghe e Xi'erqi; poi prosegue verso nord attraverso il distretto suburbano di Changping. La linea passa poi per il Life Science Park, lo Shahe Univ. Park e le tombe Ming.
- Linea Daxing: è un prolungamento verso sud della linea 4, nel distretto di Daxing.
- Linea Fangshan: va da Dongguantounan, nel distretto di Fengtai, a Yancundong, nel distretto di Fangshan, nella periferia sud-occidentale della città.
- Linea Yanfang: è il prosieguo della linea Fangshan nel distretto occidentale di Fangshan.
- Linea Yizhuang: si estende dal capolinea meridionale della linea 5 alla zona tecnologia di Yizhuang, nella periferia sud-orientale.
- Linea Capital Airport Express: connette l'aeroporto di Pechino-Capitale, 27 km a nord-est della città, con la linea 5 a Beixinqiao, la linea 10 a Sanyuanqiao e le linee 2 e 13 a Dongzhimen.
- Linea Daxing Airport Express: connette l'aeroporto Internazionale di Pechino-Daxing, 46 km a sud della città, con la linea 10 a Caoqiao.
- Linea S1: un maglev a bassa velocità che connette il distretto di Mentougou con la linea 6 nel distretto di Shijingshan.
- Linea Xijiao: una linea di tram che si dirama dalla linea 10 a Bagou e si estende a ovest verso Fragrant Hills.
- Linea Yizhuang T1: una linea di tram che va da Quzhuang, nel distretto Daxing, a Dinghaiyuan, nel distretto Tongzhou.

## Materia rotabile

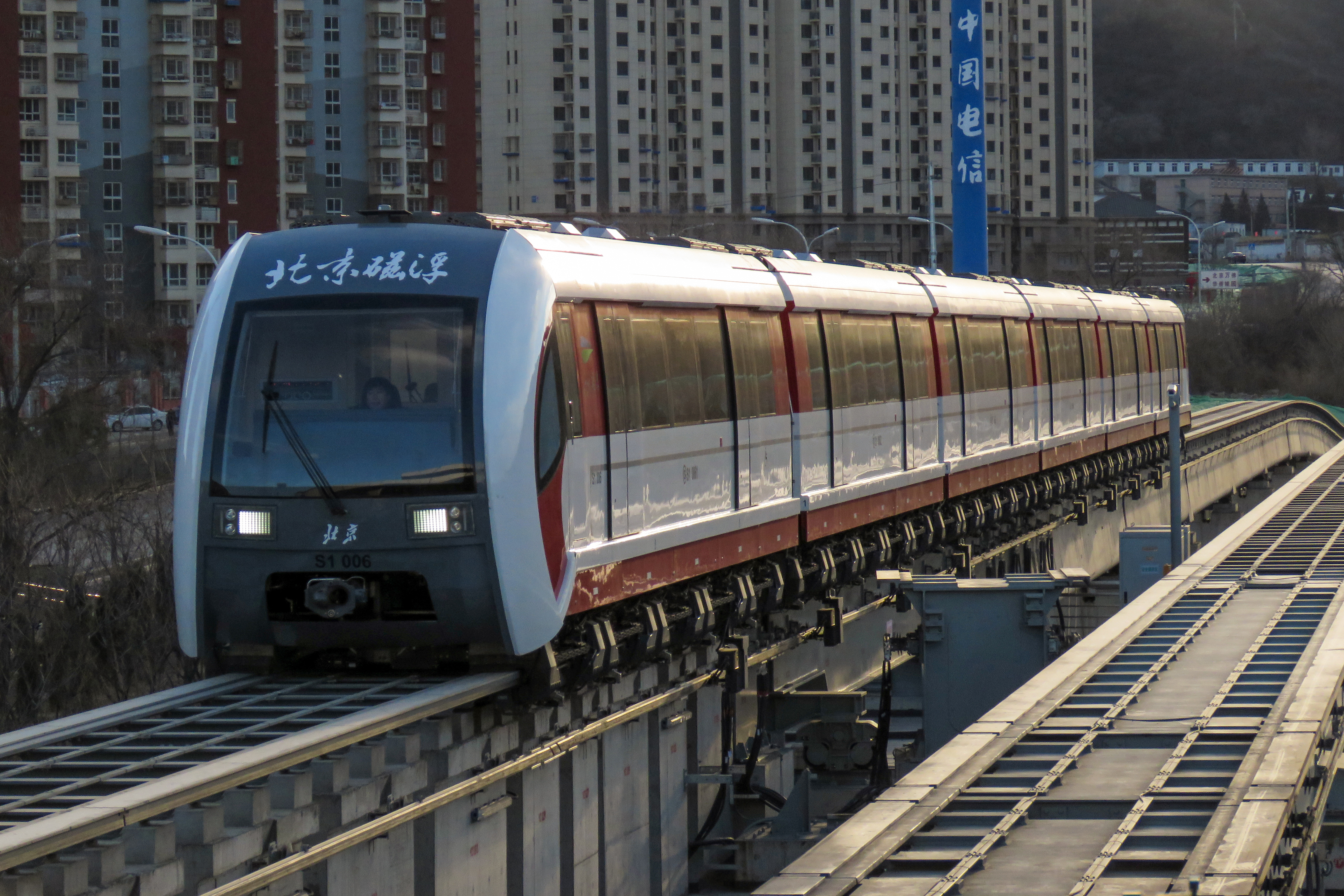
Treno della linea a levitazione magnetica S1.

Tutti i convogli della metropolitana operano su binari a scartamento standard di 1435 millimetri, ad eccezione dei treni a levitazione magnetica della linea S1, che utilizzano un tracciato maglev. La metropolitana di Pechino utilizza treni di tipo B sulla maggior parte delle linee. Tuttavia, a causa dell'aumento della congestione sulla rete, si stanno sempre più impiegando treni ad alta capacità di tipo A.
Fino al 2003 tutti i convogli erano prodotti dalla CRRC Changchun Railway Vehicles Co., Ltd., ora una sussidiaria della CRRC. I treni più nuovi della linea 1 e delle linee 4, 8, Batong, Changping e Daxing sono prodotti dalla CRRC Qingdao Sifang Co., Ltd, mentre quelli della linea S1 dalla CRRC Tangshan.
Inoltre, 6 linee della metropolitana di Pechino (linea 3, 12, Yanfang, 17, 19 e la Daxing Airport Express) sono attualmente completamente automatizzate, utilizzando un sistema sviluppato internamente al Paese basato sul communication based train control.

## Strutture e servizi

### Accessibilità

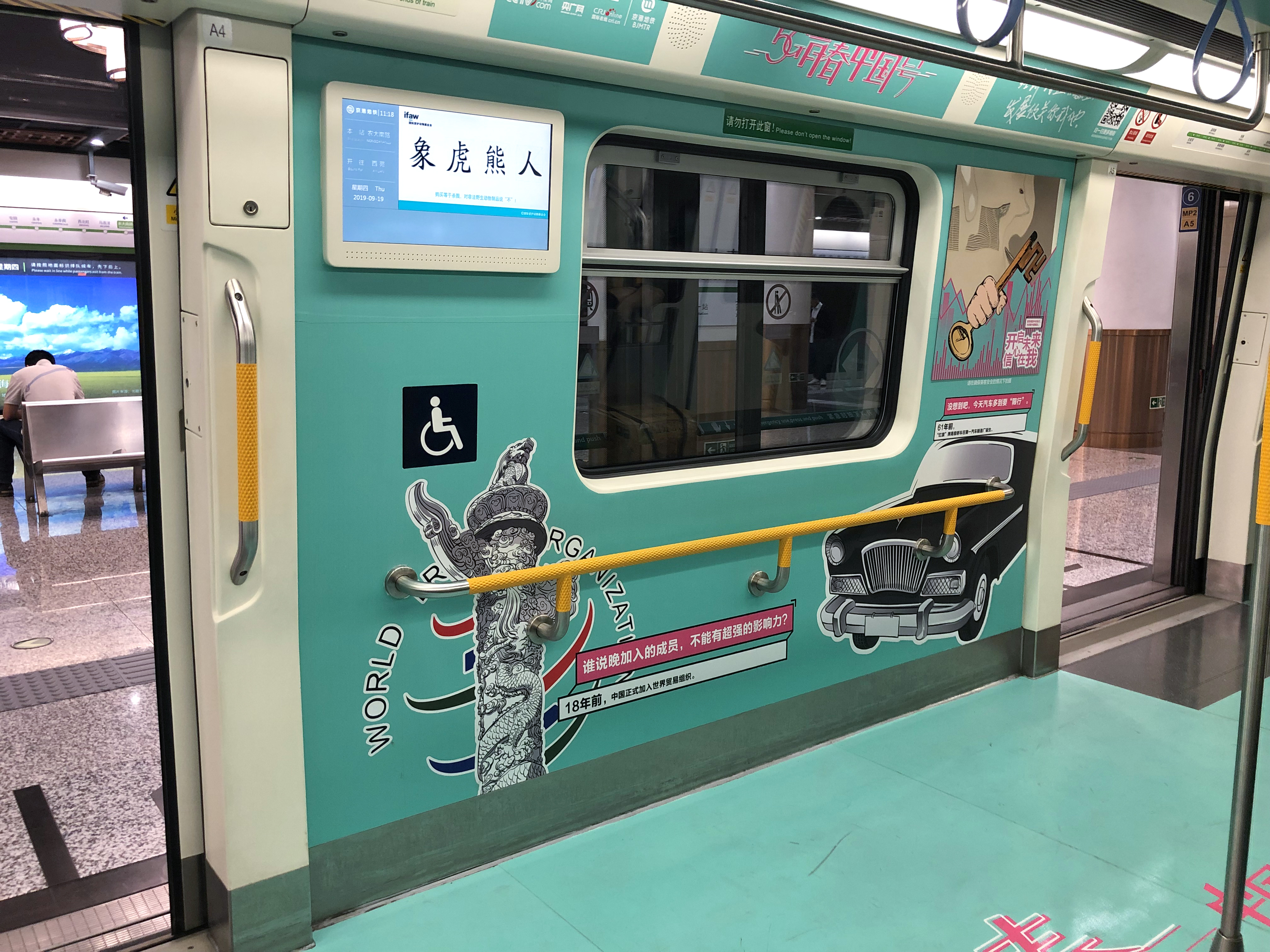
Spazio per la sedia a rotelle su uno dei treni della metropolitana di Pechino.

Ogni stazione è dotata di rampe, ascensori o scale mobili per facilitare l'accesso alle persone in sedia a rotelle. I treni più recenti offrono anche spazi dedicati per ospitare le sedie a rotelle, come per esempio quelli utilizzati sulla linea 5. Annunci audio automatizzati sono disponibili su tutte le linee della metropolitana e i nomi delle stazioni sono annunciati sia in cinese mandarino che in inglese. In base alle normative della metropolitana, i passeggeri con mobilità ridotta possono ottenere assistenza dal personale per entrare e uscire dalle stazioni e dai treni e i passeggeri ipovedenti possono portare dispositivi di assistenza e cani guida nella metropolitana.

### Copertura della rete mobile
Nel 2014, la metropolitana di Pechino ha iniziato ad aggiornare la copertura mobile rendendo disponibile nella metropolitana il 4G. Al 2016 il 4G è disponibile in tutta la metropolitana. Dal 2019, è in corso di implementazione la copertura 5G in tutta la rete.

### Negozi
Negli anni '90 nelle stazioni della metropolitana di Pechino erano presenti molti fast food e minimarket. Dal 2002 iniziano a aprire i primi supermercati Wumart, popolare catena cinese, con 14 negozi nelle diverse stazioni della linea 2. Dal 2003, a seguito dell'incendio avvenuto alla stazione di Jungangno della metropolitana di Daegu, in Corea del Sud, nella metropolitana di Pechino sono state gradualmente rimosse circa 80 edicole e fast food. Anche il popolare centro commerciale costruito sotto la stazione di Xidan è stato conseguentemente chiuso e, dall'attuazione di questa nuova regolamentazione, non sono più stati aperti negozi nelle stazioni della metropolitana.
Con il passare degli anni aumentavano gradualmente le lamentele dei passeggeri circa la mancanza di negozi nelle stazioni della metropolitana, portando la metropolitana di Pechino a rivedere alcune delle precedenti politiche nei primi anni 2010. Dal 2013, infatti, all'interno delle stazioni sono stati gradualmente introdotti distributori automatici di bevande e snack e, successivamente, anche distributori automatici di articoli come fiori, auricolari o mascherine.
Le indagini sulla soddisfazione dei passeggeri condotte dal 2018 dimostrano come il 70% di questi lamenta la mancanza di negozi nella metropolitana, soprattutto convenience store per l'acquisto di bevande calde e fredde o cibi pronti. A dicembre 2020 il governo municipale di Pechino indica l'implementazione di 130 negozi nelle stazioni della metropolitana come punto chiave per lo sviluppo della metropolitana e dei suoi servizi. Il 25 luglio 2021, la metropolitana di Pechino ha selezionato le stazioni Hepingli Beijie della linea 5, di Qingnianlu della linea 6 e quella di Caishikou della linea 7 come prima tre stazioni in cui riaprire i vari convenience store. Da dicembre 2021 in molte stazioni sono stati riaperti gradualmente diverse tipologie di negozi, tra cui farmacie e fiorai.

### Assistenza telefonica
Un servizio di assistenza telefonica diretta è stato implementato alla vigilia della cerimonia d'apertura delle Olimpiadi di Pechino 2008, al fine di fornire informazioni ai viaggiatori, ricevere reclami e suggerimenti e presentare segnalazioni per gli oggetti smarriti. Dal 2014 l'assistenza telefonica fornisce informazioni anche relativamente alle tariffe dei biglietti, in considerazione dell'abbandono della tariffa fissa e della nuova introduzione di una bigliettazione basata sulla distanza percorsa. La linea è in funzione con personale dedicato dalle 5 a mezzanotte, mentre nelle restanti ore il servizio è affidato a un risponditore automatico.

### Traduzione inglese dei nomi delle stazioni
Le stazioni della metropolitana di Pechino, sia sulla segnaletica all'ingresso sia nelle mappe sui treni e nelle stazioni, sono tutte indicate in lingua cinese, con l'utilizzo dei caratteri semplificati, sia in una versione con l'alfabeto latino. 

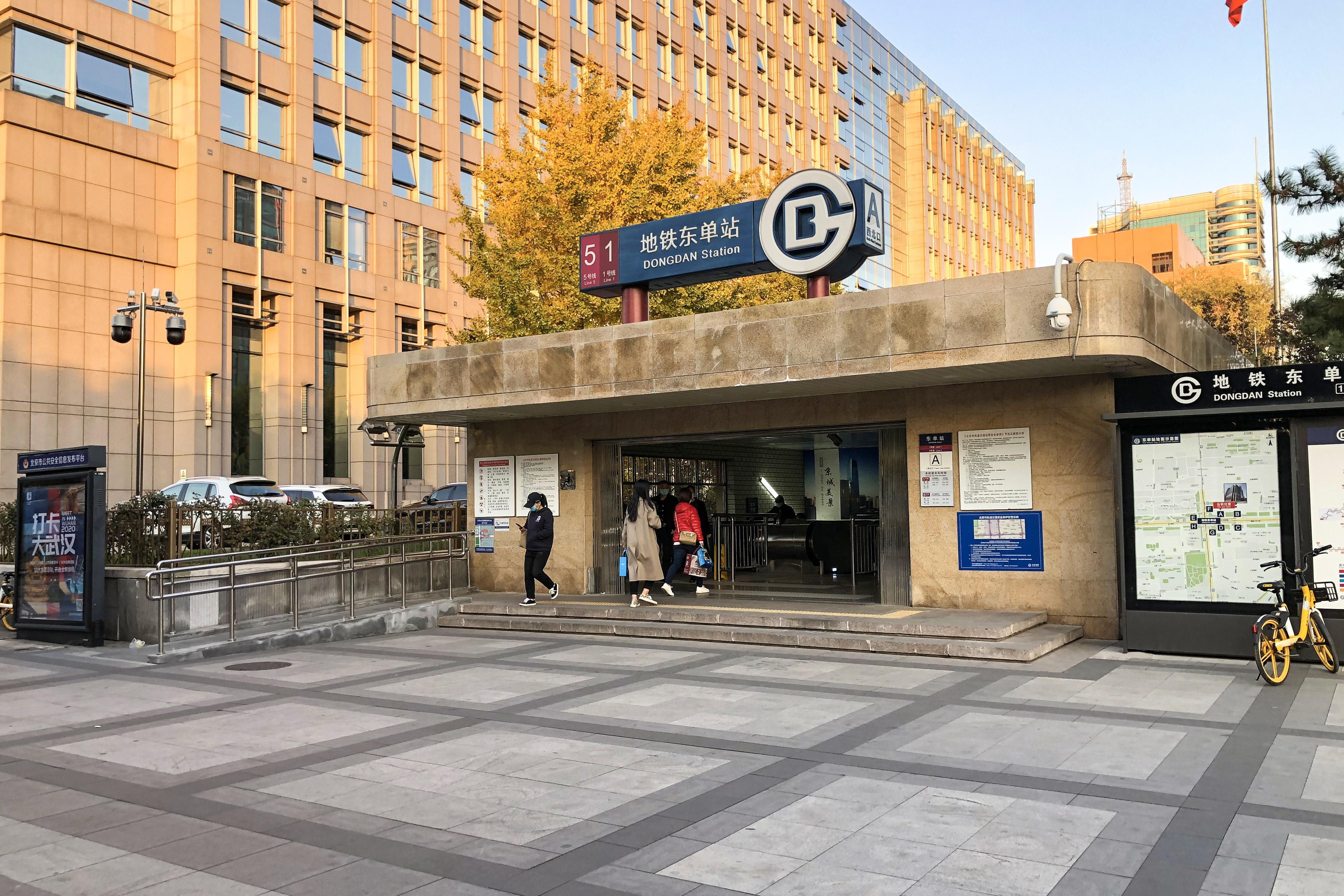
Entrata della stazione Dongdan, con la segnaletica in inglese riportata secondo le precedenti regole.

In precedenza, in base alle regole generali applicate a partire dal 2006, tutti i nomi di luoghi, i nomi comuni e i nomi propri delle stazioni di autobus e metropolitana utilizzavano il pinyin a lettere maiuscole per la trascrizione dei nomi cinesi sulle infografiche e sulle scritte affisse all'ingresso delle stazioni. La parola stazione, in cinese 站 zhàn, veniva resa in inglese con la sua traduzione corrispondente, ovvero 'Station'. Per esempio, la stazione di Weigongcun veniva resa graficamente come WEIGONGCUN Station. Le stazioni nelle prossimità di punti di interesse turistici, invece, utilizzano la traduzione inglese e non il pinying, come per esempio Beijing Zoo o Military Museum.
A partire dal 2020, le nuove linee della metropolitana di Pechino utilizzano una denominazione in inglese differente da quanto applicato in precedenza. Infatti, il pinyin delle stazioni non viene più reso graficamente a lettere maiuscole, riducendo tale utilizzo solamente alla prima lettera. Per esempio, 蒲黄榆 (púhuángyú) viene reso graficamente come Puhuangyu e non più come PUHUAYNGYU. Inoltre, viene adottato un nuovo sistema per indicare tutte quelle stazioni che contengono al loro interno dei riferimenti cardinali. Se in passato la stazione di 北海北 (běihǎi běi) veniva tradotta come Beihai North Station, con北 (běi) a indicare il nord, le nuove regole prevedono che oggi sia indicata come Beihai Bei (N), con l'indicazione del nord inserita tra parentesi. Stessa situazione per sud, est o ovest che ora non vengono più indicati con la loro traduzione inglese ma solamente con l'iniziale tra parentesi, quindi (S), (E) e (W). La Commissione dei trasporti di Pechino ha dichiarato che "le nuove regole di traduzione sono più in linea con le abitudini di lettura universali e migliorano ulteriormente il livello di standardizzazione delle traduzioni in inglese dei nomi delle stazioni della metropolitana cittadina".

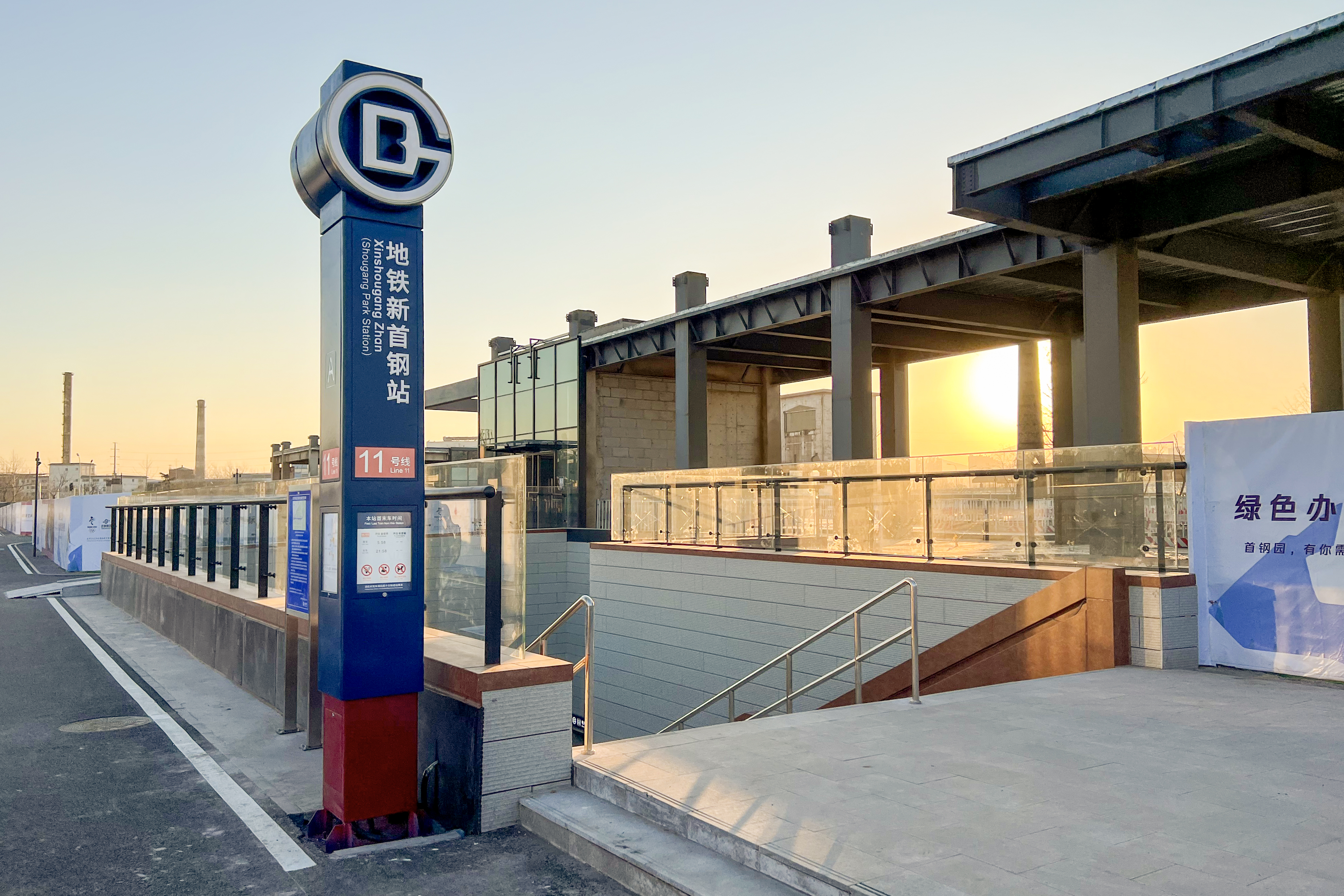
Ingresso della stazione di Xinshougang, con la segnaletica adattata alle nuove regole di traduzione e traslitterazione (2022).

A partire dal dicembre 2021 le regole di traduzione in inglese utilizzate per le stazioni della metropolitana di Pechino cambiano ulteriormente. La traduzione inglese 'Station' viene progressivamente sostituita dalla traslitterazione del carattere cinese 站 (zhàn), che significa 'stazione', ora indicata come 'Zhan'. Altri nomi di stazioni, precedentemente indicati con una traduzione inglese, vengono ora rappresentati graficamente tramite la traslitterazione cinese. È il caso delle stazioni 2号航站楼站 (èrhào Hángzhànlóu zhàn) e 奥林匹克公园站 (àolínpǐkè Gōngyuán zhàn), in passato denominate rispettivamente Terminal 2 Station e Olympic Park Station, che sulle mappe appaiono ora come 2 Hao Zhanlou Zhan e Aolinpike Gongyuan Station, con la rispettiva traduzione inglese riportata tra parentesi. Anche le stazioni con una indicazione di posizione al suo interno, per esempio Beihai Bei (N), non presentano più tra parentesi l'iniziale del punto cardinale.
Tali decisioni hanno suscitato pesanti polemiche da parte di utenti del web e dagli utilizzatori, considerando le nuove traduzioni fuorvianti. Molti hanno espresso disappunto in quanto ritengono che l'utilizzo del pinyin, e l'eliminazione di alcune traduzioni inglese e della parola 'station', non siano veramente d'aiuto per i turisti stranieri che non parlano cinese. Diversi commenti online hanno evidenziato come il pinyin, essendo uno strumento concepito per agevolare gli stranieri nella lettura dei caratteri, non sia necessario per i cinesi, i quali possono leggere i caratteri senza alcun bisogno della traslitterazione. Al contrario, molti hanno sottolineato che un numero significativo di cinesi non conosce affatto il pinyin, rendendo quindi le nuove regole per la resa grafica dei nomi delle stazioni del tutto inefficaci e preferendo di gran lunga le precedenti traduzioni inglesi. Secondo altre interpretazioni online, la mossa conferemerebbe i sospetti che il Partito Comunista cinese al potere stia sempre più respingendo l'inglese, portando avanti una guerra ideologica contro l'influenza occidentale.

## Aggiornamenti della rete

### Capacità di trasporto

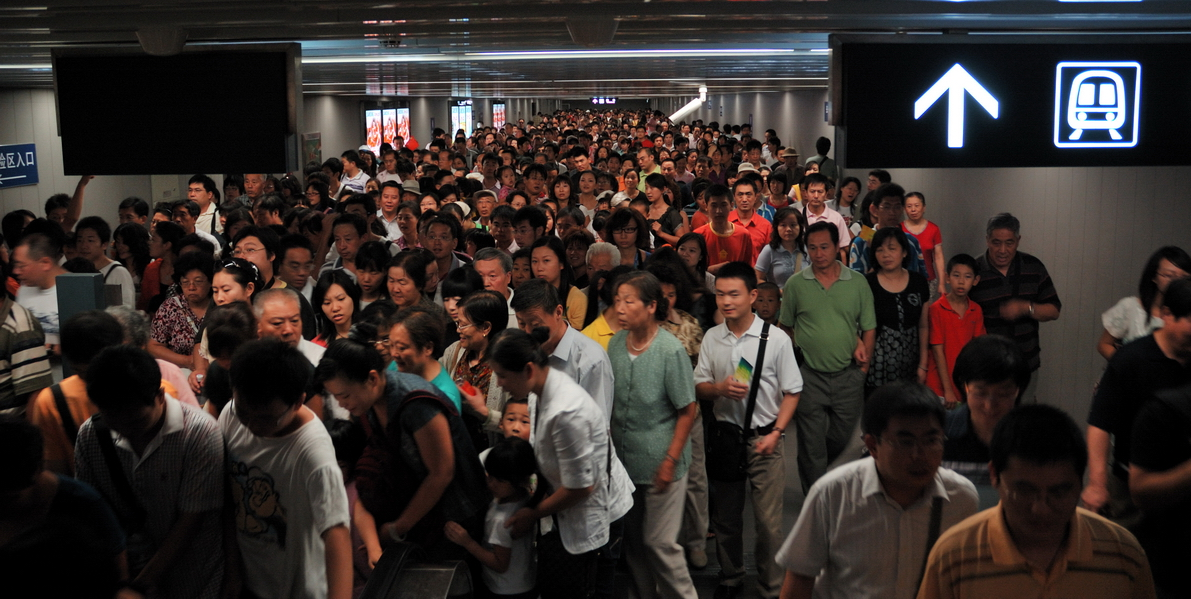
Un corridoio di collegamento della linea 10 durante l'ora di punta.

Con l'inaugurazione di nuove linee, la metropolitana ha registrato un grave sovraffollamento, soprattutto durante l'ora di punta, per via del crescente numero di passeggeri. Dal 2015, sezioni significative delle linee 1, 4 e Daxing, 5, 10, 13, Batong e Changping risultano sovraffollate nelle ore di punta. Al 2019, le linee 1, 2, 4, 5, 6 e 10 hanno tutte superato la soglia di 1 milione di passeggeri giornalieri nei giorni feriali. Per rispondere a questa situazione nel breve termine, la metropolitana ha aggiornato le attrezzature elettriche, i sistemi di segnalazione e le infrastrutture di interscambio, aumentando la frequenza dei treni per incrementare la capacità. Durante le ore di punta, gli intervalli tra i treni sono stati ridotti a: 1 minuto e 43 secondi sulla linea 4; 1 minuto e 45 secondi sulle linee 1/Batong, 5, 9 e 10; 2 minuti sulle linee 2, 6, 13 e Changping; 2 minuti e 35 secondi sulla linea 15; 3 minuti e 30 secondi sulla linea 8; 15 minuti sulla linea Airport Express. I treni della linea 13 e Batong, per consentire maggiore capacità di trasporto, sono passati dall'essere composti da 4 carrozze a 6. I treni della linea 3, 6, 7 e 12 sono, invece, composti da 8 carrozze.
Nonostante gli sforzi, durante le ora di punta mattutine, i controllori ai diversi capolinea e in altre stazioni affollate devono regolarmente limitare il numero di passeggeri che possono salire su ogni treno per evitare che i convogli diventino troppo pieni, rendendo impossibile l'accesso ai passeggeri in attesa nelle stazioni successive. Alcune di queste stazioni hanno realizzato delle zone all'esterno per gestire il flusso dei passeggeri in attesa. Al 2019, tali restrizioni e aree d'attesa hanno interessato tutte le linee in esercizio ad eccezione della linea 15, 16, Fangshan, Yanfang e S1.

### Interscambi
Particolarmente trafficate in termini di passeggeri risultano essere le stazioni di interscambio tra due o più linee della metropolitana. In particolare, i corridoi di collegamento più datati sono caratterizzati da distanze molto lunghe e tempi di percorrenza elevati durante le ore di punta, con una distanza media di 128 m. In precedenza il record era detenuto dal corridoio di collegamento tra la linea 2 e 13 della stazione di Xizhimen, che richiedeva un tempo di percorrenza di circa 15 minuti durante le ore di maggior affluenza. Nel 2011 la stazione è stata oggetto di lavori di ammodernamento che hanno ridotto la distanza di collegamento tra le due linee a soli 170 m.
Le nuove stazioni, invece, sono state progettate per avere dei trasferimenti tra le linee più efficienti, con una distanza media di trasferimento di 63 m. Molte delle nuove stazioni, tra cui quella di Guogongzhuang, Nanluoguxiang, Zhuxinzhuang, Stazione ferroviaria di Pechino Ovest, National Library e Yancun Est, presentano una struttura con banchina mediana con i treni di una linea su un lato e quelli dell'altra linea sul lato opposto. Molte stazioni, per quanto nuove, non permettono tale configurazione e richiedono la costruzione di lunghi corridoi di trasferimento: per esempio il trasferimento alla stazione Museo Militare tra la linea 1 e 9, inaugurato nel dicembre 2013, ha una lunghezza di 160 m in una direzione e poco meno di 300 m nell'altra, con una percorrenza minima di 7 minuti.